# Mulholland Drive
Mulholland Drive (hay cách điệu hóa Mulholland Dr.) là một bộ phim điện ảnh thuộc thể loại neo-noir giật gân, bí ẩn và tâm lý của Mỹ và Pháp ra mắt năm 2001 do David Lynch làm đạo diễn kiêm biên kịch. Với sự tham gia diễn xuất của dàn diễn viên nổi tiếng như Naomi Watts, Laura Harring, Justin Theroux, Ann Miller, Mark Pellegrino cùng Robert Forster, bộ phim theo chân nữ diễn viên giàu khát vọng Betty Elms trên con đường chinh phục ánh hào quang tại Los Angeles. Tại đây, cô gặp và kết bạn với một cô gái bị mất trí nhớ sau vụ tai nạn ô tô.
Lúc đầu, ý tưởng của các nhà làm phim là thai nghén một loạt phim truyền hình nhiều phần, mở đầu bằng một tập phim thí điểm. Phần lớn bộ phim bắt đầu được lên lịch quay từ năm 1999. Lynch dự định sẽ để ngỏ một kết thúc mở cho các phần phim tiềm năng sau này. Tuy nhiên, sau khi biết được kế hoạch của ông, những người chịu trách nhiệm sản xuất đã nhất mực từ chối, gián tiếp dẫn đến việc Lynch bỏ hẳn dự án và quyết định chuyển hướng bộ phim lên màn ảnh. Kết cục, một tác phẩm nhiều tầng ý nghĩa, mang nửa truyền hình, nửa điện ảnh, cộng với chất riêng của vị đạo diễn này ra đời. Lynch không muốn giải thích những điểm khó hiểu trong câu chuyện mà muốn để chính người xem, giới chuyên môn cũng như các thành viên trong đoàn làm phim tự suy đoán lấy. Ông chỉ gợi ý cho khán giả bằng một câu tagline duy nhất, theo đó, bộ phim là "một câu chuyện tình yêu trong thành phố của những giấc mơ".
Ngay khi vừa công chiếu, Mulholland Drive đã giúp David Lynch giành về giải thưởng cao quý Đạo diễn xuất sắc nhất tại Liên hoan phim Cannes năm 2001, chia sẻ vị trí này cùng với The Man Who Wasn't There của Joel Coen. Vinh dự hơn, ông còn nhận đề cử Oscar cho đạo diễn xuất sắc nhất. Bộ phim cũng là bàn đạp nâng tầm sự nghiệp của Laura Harring và Naomi Watts, là nơi ghi dấu màn tỏa sáng cuối cùng của nữ minh tinh kỳ cựu Ann Miller trên màn bạc.
Về mặt chuyên môn, giới phê bình đánh giá Mulholland Drive là tác phẩm xuất chúng nhất trong suốt sự nghiệp đạo diễn của David Lynch và cũng là một trong những phim điện ảnh hay nhất theo nhiều chuyên trang đánh giá có uy tín. Bộ phim vinh dự có mặt trong danh sách 100 phim vĩ đại nhất từ trước đến nay do tạp chí Sight & Sound bầu chọn, đồng thời dẫn đầu trong cuộc thăm dò ý kiến năm 2016 của BBC Culture về những phim hay nhất thế kỉ 21. Ngoài ra, đây còn là một trong những tác phẩm khiến nhiều học giả, nhà phê bình cũng như khán giả tốn nhiều giấy mực trong việc đi sâu phân tích nhằm làm rõ ý nghĩa hàm ẩn của nó, như lời khẳng định của A. O. Scott viết trên tờ The New York Times: "[Tuy bộ phim] chống lại quy luật kể chuyện vốn có... nhưng nó hoàn toàn mang đến sự giải thoát mê say khỏi cảm giác, giúp cho những khoảnh khắc mạnh mẽ hơn lộ diện từ cõi đêm âm u của vô thức".

## Nội dung

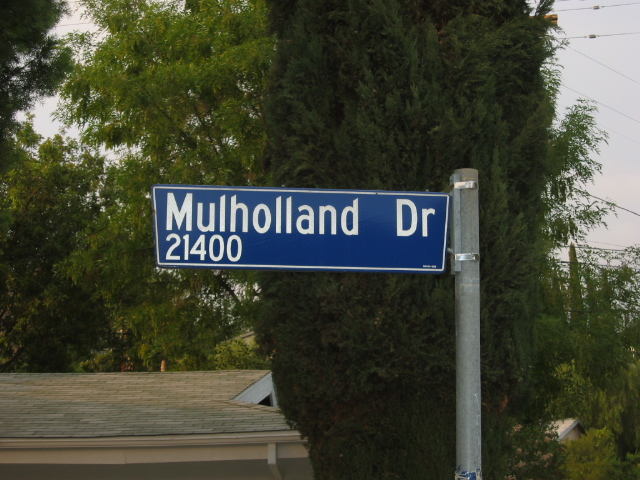
Biển đề đường Mulholland ở Hollywood.

Ban đêm, trên con đường Mulholland quanh co dọc theo Hollywood Hills vắng người qua lại, một vụ tai nạn kinh hoàng đã xảy ra. Bước ra từ một trong hai chiếc xe vỡ nát là người phụ nữ với mái tóc đen nhánh, người duy nhất may mắn sống sót. Ngay sau đó, người phụ nữ lang thang vô định xuống thành phố Los Angeles. Đi được một đoạn, cô lăn ra bất tỉnh trong mảnh vườn của một khu nhà sang trọng. Sáng hôm sau, khi bắt gặp một người phụ nữ tóc đỏ mang va li ra khỏi một trong các căn phòng của khu trọ, cô gái bí ẩn lẻn vào căn phòng ấy và thiếp đi. Trong lúc này, tại một quán ăn có tên là Winkie's, một người đàn ông kể với người ngồi cùng bàn với mình rằng anh ta gặp một cơn ác mộng. Trong mơ, anh đụng độ với con quái vật kinh khủng đằng sau quán ăn. Khi người bạn kia khuyên anh hãy dũng cảm đối mặt với nỗi sợ đó, họ đứng dậy và ra sau quán ăn điều tra. Ngay lập tức, con quái vật xuất hiện, khiến người đàn ông ngã quỵ vì sợ hãi. Lúc này, chiếc taxi chở nữ diễn viên đầy tham vọng tên Betty Elms đến khu nhà do dì Ruth của cô quản lý. Cô nhận đúng căn phòng mà người phụ nữ tóc đỏ trước đó rời đi. Betty bước vào và giật mình khi thấy một người phụ nữ kỳ lạ trong phòng. Dựa vào những điều cô gái bí ẩn kia thuật lại, Betty kết luận cô bị mất trí nhớ. Ngay sau đó, cô gái nhìn vào tấm áp phích của bộ phim Gilda do Rita Hayworth thủ vai treo trên tường. Kể từ lúc ấy, cô tự gọi mình là "Rita". Để giúp Rita nhớ lại danh tính thực của mình, Betty lục tìm trong ví của cô và thấy một khoản tiền rất lớn cùng chiếc chìa khóa bí ẩn màu xanh.
Trong một cảnh khác, tại một buổi họp kín bàn về việc tuyển mộ diễn viên cho bộ phim sắp tới, đạo diễn Adam Kesher bị những người quản lý (thực ra là bọn mafia) gây áp lực buộc ông phải chọn một nữ diễn viên vô danh tên Camilla Rhodes làm vai chính cho phim của mình. Adam bực tức từ chối rồi bỏ về. Trước khi lên xe, anh dùng một cây gậy đánh gôn đập nát kính xe của một tên mafia đậu gần đó. Cũng trong lúc này, ở nơi khác, một tên cướp nghiệp dư, hậu đậu lẻn vào một văn phòng với mục đích cướp quyển danh bạ điện thoại và gây ra cái chết cho ba người. Adam về đến nhà và bắt gặp vợ mình đang ngủ với tay lau dọn vệ sinh hồ bơi. Sau một lúc giằng co, anh bị ném ra khỏi chính căn nhà mình. Không còn cách nào khác, Adam tìm đến một quán trọ dơ dáy trong trung tâm thành phố để tá túc qua đêm. Khi thanh toán tiền, anh mới biết thẻ tín dụng của mình đã bị khoá và người chủ quán trọ nói rằng những người mà Adam chạy trốn biết anh đang ở đây. Cùng đường, Adam nghe theo lời khuyên của chủ quán trọ, đồng ý gặp một nhân vật bí ẩn tên là The Cowboy (Gã Cao Bồi), chấp nhận chọn Camilla Rhodes nhằm đổi lấy lợi ích cho mình.
Trong khi cố gắng tìm hiểu thêm về tai nạn của Rita, Betty và Rita đến quán Winkie's và được phục vụ bởi một cô hầu bàn tên Diane, khiến Rita bất giác nhớ đến cái tên "Diane Selwyn". Họ tìm thấy số của Diane Selwyn trong danh bạ điện thoại và gọi cho cô, nhưng không ai nhấc máy. Liền sau đó, Betty đến buổi thử vai và có màn trình diễn tuyệt vời khiến mọi người trong phòng khen ngợi không ngớt. Ngay lập tức, một nhân viên đưa cô đến phim trường nơi Adam đang tuyển chọn diễn viên. Khi Camilla Rhodes thử vai, hai tên mafia xuất hiện. Trước áp lực đó, Adam chọn Camilla. Betty và Adam nhìn nhau trong giây lát, sau đó cô chạy trốn trước khi gặp anh ta, nói rằng cô cần đến gặp một người bạn. Betty cùng Rita đột nhập vào căn hộ của Diane Selwyn và tìm thấy xác của một người phụ nữ đã chết trong nhiều ngày. Kinh hoàng, họ trở về căn hộ của mình. Rita cải trang với bộ tóc giả màu vàng giống hệt Betty. Cô và Betty làm tình với nhau đêm đó. Vào lúc 2 giờ sáng, Rita tỉnh dậy, đề nghị Betty đưa mình đến một nhà hát tên là Club Silencio. Trên sân khấu, một người đàn ông liên tục nói luyên thuyên bằng nhiều ngôn ngữ khác nhau, cho đến khi một người phụ nữ lên thế chỗ và bắt đầu hát. Lát sau, người phụ nữ gục xuống trong khi bản thu âm của bài hát vẫn tiếp tục được phát. Ngay lúc đó, Betty bất thình lình phát hiện trong ví mình một chiếc hộp cùng màu với chiếc chìa khóa của Rita. Hai người nhìn nhau không thốt nên lời. Khi trở về căn hộ, nhân lúc Betty không để ý, Rita lấy chiếc chìa khóa của mình, lén mở chiếc hộp, khiến nó rơi xuống sàn. Một lúc sau, Gã Cao Bồi xuất hiện, thì thầm: "Này cô gái xinh đẹp... đến lúc thức dậy rồi".
Diane Selwyn thức dậy trên giường trong cùng một căn hộ mà Betty và Rita từng đến điều tra. Có điều cô trông giống hệt Betty, nhưng trái ngược với Betty, Diane lúc này là một nữ diễn viên thất bại, vật lộn với nỗi trầm cảm sâu sắc do mối tình bất thành với Camilla Rhodes, một nữ diễn viên thành công trông giống hệt Rita. Theo lời mời của Camilla, Diane tham dự một bữa tiệc tại nhà của Adam trên đường Mulholland, nơi hai người này sẽ tuyên bố đính hôn. Trong bữa tối, Diane tâm sự về những tháng ngày tập tễnh vào Hollywood, về việc dì Ruth của cô qua đời và để lại cho cô một số tiền. Ngoài ra, cô cũng thuật lại cuộc gặp gỡ với Camilla tại buổi thử vai cho phim The Sylvia North Story. Đang say sưa nói chuyện, Camilla từ đoạn phim trước đó xuất hiện và hôn "Camilla hiện tại". Cả hai người họ quay lại mỉm cười với Diane. Adam và Camilla sau đó hòa vào tiếng cười vang trong khi Diane kìm nén những dòng nước mắt đầy uất nghẹn. Mối căm thù lên đỉnh điểm, cô tìm gặp người đàn ông lạ mặt tại quán Winkie's, thuê anh ta giết Camilla. Anh ta nói rằng cô sẽ tìm thấy một chiếc chìa khóa màu xanh trong căn hộ của mình khi công việc hoàn thành. Máy quay sau đó chuyển sang cảnh Diane nhìn chằm chằm vào chiếc chìa khóa màu xanh trên bàn cà phê. Quẫn trí, phê ma túy cộng với tinh thần hoảng loạn bởi ảo giác, cô nhảy lên giường, gào thét rồi rút cây súng lục trong ngăn kéo tự kết liễu bản thân mình. Phim kết thúc với hình ảnh người phụ nữ trong rạp hát xuất hiện, thì thầm "Silencio".

## Phân vai

### Diễn viên chính
- Naomi Watts trong vai Betty Elms/Diane Selwyn
- Laura Elena Harring trong vai Rita/Camilla Rhodes (sau phim)
- Justin Theroux trong vai Adam Kesher
- Ann Miller trong vai dì Coco
- Mark Pellegrino trong vai Joe

### Diễn viên phụ
- Robert Forster trong vai thám tử McKnight
- Brent Briscoe trong vai thám tử Domgaard
- Dan Hedaya trong vai Vincenzo Castigliane
- Angelo Badalamenti trong vai Luigi Castigliane
- Monty Montgomery trong vai Gã Cao Bồi (The Cowboy)
- Lee Grant trong vai Louise Bonner
- James Karen trong vai Wally Brown
- Chad Everett trong vai Jimmy Katz
- Richard Green trong vai ảo thuật gia tại rạp hát Club Silencio
- Rebekah Del Rio trong vai nữ ca sĩ tại rạp hát Club Silencio
- Melissa George trong vai Camilla Rhodes (đầu phim)
- Jeanne Bates trong vai Irene
- Dan Birnbaum trong vai bạn đồng hành của Irene
- Lori Heuring trong vai Lorraine
- Marcus Graham trong vai Mr. Darby
- Michael J. Anderson trong vai Lão trùm Roque
- Patrick Fischler trong vai Dan
- Michael Cooke trong vai Herb
- Bonnie Aarons trong vai Bum (con quái vật sau quán ăn Winkie's)
- Geno Silva trong vai Cookie/Emcee
- Billy Ray Cyrus trong vai Gene
- Vincent Castellanos trong vai Ed
- Wayne Grace trong vai Bob Booker
- Rita Taggart trong vai Linney James
- Michele Hicks trong vai Nicki Pelazza
- Lisa Lackey trong vai Carol
- Tad Horino trong vai Taka
- Melissa Crider trong vai cô bồi bàn Betty tại quán Winkie's
- Kate Forster trong vai Martha Johnson
- Tony Longo trong vai Kenny
- Michael Fairman trong vai Jason
- Scott Coffey trong vai Wilkins
- Rena Riffel trong vai Laney

## Sản xuất

### Quá trình phát triển
Với ý định xây dựng một bộ phim truyền hình, Mulholland Drive ra mắt lần đầu dưới hình thức một tập thí điểm dài 90 phút dành riêng cho hệ thống truyền hình Touchstone và chiếu trên kênh ABC. Tony Krantz, người chịu trách nhiệm phát triển Twin Peaks, đã "nổi điên" khi biết đoàn làm phim đang dự định bấm máy cho một bộ phim truyền hình khác. Đáp lại, Lynch viết: "Tôi sẽ không bao giờ làm phim truyền hình nữa" rồi đính nó lên miếng gỗ dán. Mọi thứ ban đầu chỉ gói gọn trong phạm vi kịch bản. David Lynch sau đó đã bán ý tưởng này cho các giám đốc điều hành ABC dựa trên câu chuyện Rita sống sót từ vụ tai nạn xe hơi với chiếc ví chứa 125.000 đô la tiền mặt cùng một chiếc chìa khóa màu xanh. Từ đó, Betty sẽ cố gắng giúp Rita tìm ra danh tính thực sự của mình. Một giám đốc điều hành ABC nhớ lại: "Tôi không bao giờ quên được cảm giác đáng sợ toát ra từ người phụ nữ này trong vụ tai nạn vô cùng, vô cùng khủng khiếp đó và David đã gieo rắc vào đầu chúng tôi ý nghĩ rằng có rất nhiều kẻ đang truy lùng cô ấy. Tuy nhiên, cô ta không chỉ gặp rắc rối thôi đâu. Cô ta chính là rắc rối. Dĩ nhiên, chúng tôi đã hỏi: 'Vậy điều gì xảy ra tiếp theo?' David đáp: 'Các anh phải trả tiền thì tôi mới nói.'" Rồi Lynch cho ABC xem một đoạn phim đã được cắt bớt. Người xem đoạn phim này, theo Lynch, đã xem vào lúc sáu giờ sáng khi đang uống cà phê, rồi anh ta đứng dậy, tỏ ra không thích thú với đoạn phim. Rốt cuộc, ABC hủy bỏ kế hoạch. May thay, Pierre Edman, bạn của Lynch từ Paris, trong một dịp đến thăm ông đã đề nghị rằng bộ phim nên được chuyển lên màn ảnh rộng. Chẳng mất nhiều thời gian trước khi Edman trở về từ Paris và mang theo một tin vui khi Canal+ bày tỏ sự quan tâm đến dự án và ngỏ ý sẵn sàng chi tiền để Lynch biến nó thành một bộ phim điện ảnh.
Lynch từng mô tả sự cuốn hút của ý tưởng liên quan đến một tập phim thí điểm, mặc dù ông ý thức rõ phương tiện truyền hình là một hạn chế: "Tôi là một kẻ nghiện tính liên tục của câu chuyện... Về mặt lý thuyết, bạn có thể có được một cốt truyện rất sâu sắc. Bạn có thể đi đủ sâu để mở ra thế giới đủ đẹp, nhưng yếu tố thời gian là một rào cản". Tác phẩm bao gồm các yếu tố siêu thực, giống như loạt Twin Peaks trước đó của Lynch. Nền tảng định hình ban đầu cho toàn bộ cốt truyện là bí ẩn về thân phận của Rita, sự nghiệp của Betty cùng dự án phim của Adam Kesher.
Trong một cuộc phỏng vấn năm 2014, nữ diễn viên Sherilyn Fenn tiết lộ ý tưởng ban đầu xuất hiện khi cả đoàn làm phim còn đang bận bịu với dự án Twin Peaks. Fenn cũng cho biết thêm rằng ý tưởng đó giống như một ngoại truyện sinh ra dành cho nhân vật Audrey Horne của cô.

### Thử vai
Laura Harring

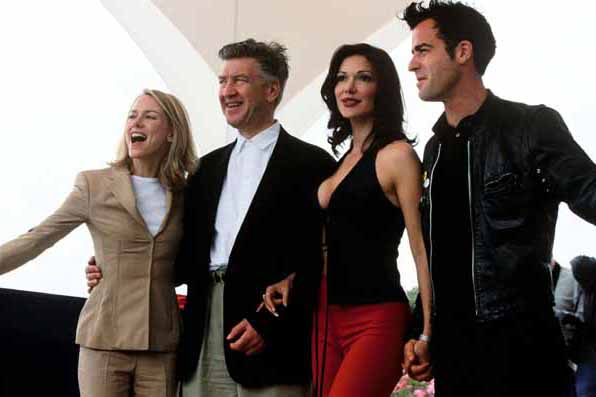
Từ trái sang phải: Naomi Watts, David Lynch, Laura Elena Harring cùng Justin Theroux tại LHP Cannes 2001

Lynch bắt đầu để mắt tới Naomi Watts và Laura Harring nhờ những bức ảnh chụp của hai người họ. Hôm thử vai, ông dành ra cho mỗi người 30 phút phỏng vấn và nói với họ ông chưa từng thấy vai diễn nào của cả hai trên màn ảnh lẫn truyền hình. Có một sự trùng hợp nho nhỏ khi vai diễn của Harring có liên quan đến một vụ tai nạn xe hơi bởi vì trước khi đến buổi phỏng vấn, cô cũng gặp phải một vụ va chạm nhẹ. Trong khi đó, sau chuyến bay từ New York, Watts mặc quần jean đến buổi thử vai đầu tiên của mình. Họ trò chuyện về gia đình, về "mọi thứ trừ công việc". Cuối buổi hẹn, Lynch dành tặng cô một cái ôm thắm thiết, đồng thời dặn dò cô nên ăn mặc lịch thiệp hơn. Hôm sau, Watts quay lại, lần này là tại nhà riêng của vị đạo diễn. Rồi hai tuần sau, cô được trao cơ hội. Lynch giải thích về sự lựa chọn này của mình như sau: "Tôi có cảm giác cô gái này có tài năng đặc biệt, một tâm hồn cao quý, thừa sự thông minh để đảm trách nhiều vai trò khác nhau, một miếng ghép hoàn mỹ". Justin Theroux cũng đến gặp trực tiếp vị đạo diễn tương lai của mình ngay khi vừa đáp xuống sân bay sau chuyến bay dài mất ngủ. Anh vận bộ đồ đen với mái tóc còn chưa kịp chải. Lynch sau đó ấn tượng với phong cách này và quyết định lấy nó làm hình mẫu cho nhân vật Adam trong phim.

### Quay phim
Đoàn làm phim bắt đầu ghi hình cho tập thí điểm vào năm 1999. Sau 6 tuần, việc quay phim hoàn tất. Một tập phim dài 125 phút với ánh mắt dò xét, nghi hoặc từ các nhà phát hành ra đời. ABC yêu cầu Lynch cắt giảm thời lượng xuống còn 88 phút để khớp với kế hoạch phát sóng. Dĩ nhiên, Lynch miễn cưỡng làm theo. Để đối phó, ông loại bỏ đoạn cuối phim, chủ ý giữ lại kịch bản cho tập kế tiếp (nếu có), nhưng ABC nằng nặc đòi đầy đủ nội dung. Hệ quả, Lynch tạo ra một sản phẩm hoàn toàn vô nghĩa, lộn xộn. Chẳng lấy làm ngạc nhiên khi sau đó, nhà phát hành tỏ ra không thiện cảm lắm với tập phim thử nghiệm này và quyết định hoãn vô thời hạn việc trình chiếu. Biết tin, vị đạo diễn buồn rầu nói: "Nó chết ngay từ khi còn trong trứng nước, ngay từ khi còn trong trứng nước, các cô gái ạ". Những phản đối xoay quanh tập phim bao gồm dòng thời gian phi tuyến tính, tuổi tác của hai nhân vật nữ chính trong phim, vấn đề hút thuốc lá của nhân vật do Ann Miller đảm trách cùng phân cảnh chó đại tiện trông quá lộ liễu. Lynch nhớ lại: "Tất cả những điều mà tôi biết là, tôi yêu thích đoạn phim đó, còn ABC thì không. Nói thật tôi chẳng ưa gì đoạn phim mà tôi gửi cho họ. Thậm chí tôi hoàn toàn đồng tình với ABC rằng sẽ là quá chậm để thực hiện một đoạn cắt xén dài hơn, nhưng tôi không có thời gian. Chẳng có thời gian để hoàn thiện bất cứ điều gì. Hệ quả là bộ phim mất hết kết cấu ban đầu, những trường đoạn và cốt truyện. Có tới 300 bản sao của cái phiên bản dở tệ nằm cuộn tròn xung quanh. Biết bao nhiêu kẻ đã xem đoạn phim ấy, điều này thật đáng xấu hổ. Chúng là những đoạn phim kém chất lượng. Tôi thực tình chẳng muốn nghĩ đến nó nữa". Mặc dù vậy, nữ diễn viên Laura Harring vẫn tỏ ra tin tưởng rằng, bằng cách nào đó, bộ phim sẽ lại tái sinh.
Hy vọng của Harring hoàn toàn có lý, từ kịch bản cũ vứt đi ban đầu, David Lynch đã biến tấu lại và chuyển thể lên màn ảnh rộng. Ông mô tả lại quá trình chuyển hướng từ một tập phim với kết thúc mở thành một phim chiếu rạp như sau: "Một đêm, khi đang ngồi trong nhà, bỗng nhiên chẳng biết từ đâu những ý tưởng cứ liên tục vụt tới đầu mình. Đấy là khoảnh khắc đẹp đẽ nhất mà tôi từng trải qua. Mọi thứ như được nhìn từ góc độ hoàn toàn khác vậy... Giờ nghĩ lại, tôi thấy rằng [bộ phim] lẽ ra luôn luôn phải là như thế, chỉ là phải kinh qua trải nghiệm lần đó tôi mới nhận ra được". Kết quả là ông viết thêm tận mười tám trang giấy, trong đó bao gồm những ý tưởng về mối quan hệ tình cảm giữa Rita và Betty cũng như những sự kiện sau khi chiếc hộp màu xanh được mở ra. Lynch sau đó đã gọi điện thoại cho Laura Harring và yêu cầu cô "nói với Naomi rằng đây sẽ là lần cuối, lần này nó sẽ là một phim điện ảnh". Nữ diễn viên hăm dọa: "Nếu lần này không phải là sự thật, tôi không bảo đảm mình có thể giải quyết mọi chuyện theo cách tình cảm nhất đâu". Rồi hai người đến gặp Lynch tại nhà riêng của ông. Vị đạo diễn quả quyết: "Mulholland Drive sẽ trở thành phim điện ảnh tầm cỡ quốc tế... nhưng sẽ có cảnh khỏa thân đấy" – Harring vừa cười, vừa kể lại kỉ niệm "có một không hai" ấy. Sau này, khi nhớ về khoảng thời gian đó, Watts cảm thấy nhẹ nhõm khi ABC quyết định từ bỏ dự án, vì vai diễn Betty mà cô đảm trách sẽ quá một chiều nếu không có bước ngoặt tạo nên những mảng tối cho phim về sau. Hầu hết phân đoạn mới bắt đầu lên lịch quay vào tháng 10 năm 2000, trong đó Hãng sản xuất phim ảnh Công ty Canal tài trợ 7 triệu đô la cho đoàn làm phim.
Theroux bật mí cách tiếp cận "đặc biệt", giúp cho cốt truyện phim không bao giờ được tiết lộ như sau: "Bạn có kịch bản toàn cục đấy, nhưng ai dám chắc ông ấy [Lynch] sẽ cho bạn tham gia chứng kiến các phân cảnh khác mà không có bạn trong đó, bởi toàn bộ cốt truyện luôn luôn lúc nào cũng hấp dẫn hơn so với từng phần riêng rẽ. David sẵn sàng tiếp nhận các câu hỏi từ bạn, nhưng ông ấy chẳng bao giờ trả lời... Bạn cứ tưởng tượng đơn giản là chúng tôi đang làm việc theo kiểu 'nửa bịt mắt' vậy. Nếu như đây là lần đầu tiên ông ấy áp dụng phương thức đó, có lẽ tôi sẽ có nhiều khúc mắc, nhưng may là nó hợp với ông ấy". Theroux cho biết câu trả lời duy nhất mà Lynch cung cấp đó là ông khẳng định nhân vật đạo diễn Hollywood (Adam) của Theroux không hề dựa trên hình mẫu về cuộc đời mình. Harring thì ví lối chỉ đạo "ẩn dụ và so sánh" đặc trưng của Lynch giống như "đám mây bao phủ trên đầu", nhấn mạnh rằng nó khiến cô "kinh hãi và khiếp sợ". Về phần Watts, cô vui vẻ tiết lộ việc mình thử lừa Lynch bằng cách nói với ông rằng cô biết trước toàn bộ cốt truyện, nhưng Lynch không hề tỏ vẻ gì là nao núng, trái lại còn rất bình thản, làm cả đoàn làm phim một phen thất vọng.

## Chủ đề và cách diễn giải
1. Chú ý thật kĩ vào đoạn mở đầu của phim: Ít nhất hai manh mối đã được tiết lộ ở phần danh đề.
2. Chú ý vẻ ngoài của chiếc đèn màu đỏ.
3. Bạn có nghe thấy tựa đề của bộ phim mà Adam Kesher đang tuyển các nữ diễn viên là gì không? Nó có được nhắc lại lần nào nữa không?
4. Vụ tai nạn là một sự việc tồi tệ. Vậy hãy chú ý xem nó xảy ra ở đâu.
5. Ai đưa [cho Betty] chiếc chìa khóa, vì sao?
6. Nhớ chú ý đến quần áo, cái gạt tàn và chiếc cốc cà phê.
7. Bạn cảm có nhận được những gì đang diễn ra ở Club Silencio không?
8. Camilla có thực sự nổi danh bằng tài năng hay còn con đường nào khác?
9. Chú ý những chuyện xảy ra xung quanh người đàn ông phía sau quán Winkie's.
10. Dì Ruth đang ở đâu?

Chỉ với dòng tagline duy nhất: "Một câu chuyện tình yêu trong thành phố của những giấc mơ", cùng việc từ chối bình luận về ý nghĩa, biểu tượng hay bất cứ điều gì, David Lynch dường như đã thành công khi đẩy người xem vào vòng tranh luận không có hồi kết, dẫn đến vô vàn cách diễn giải khác nhau cho phim. Nhà phê bình David Sterritt, viết cho tuần báo Christian Science Monitor sau buổi trò chuyện với Lynch hậu Cannes đã khẳng định rằng ông ấy "khăng khăng Mulholland Drive sẽ kể một câu chuyện mạch lạc, dễ hiểu", không giống như vài phim trước đây của ông, chẳng hạn như Lost Highway. Ở một diễn biến khác, Justin Theroux mô tả lại cảm xúc của Lynch khi ông biết được mọi người đang bàn tán về ý nghĩa bộ phim của mình như sau: "Tôi nghĩ rằng ông ấy đơn giản là hạnh phúc vì bất cứ điều gì bạn nghĩ đều có thể là đúng. Ông ấy tỏ ra thích thú trước những giả định kỳ lạ từ mọi người. David dường như làm việc từ tiềm thức của mình".

### Giấc mơ và thực tại song song
Diễn giải đầu tiên cho cốt truyện của Mulholland Drive là sử dụng phương pháp phân tích giấc mơ để cho rằng phần đầu phim là giấc mơ của Diane Selwyn (ngoài đời thực). Theo đó, cô đã vẽ nên một giấc mơ của riêng mình khi trong mơ, cô "vào vai" Betty Elms – một cô gái ngây thơ và tràn đầy hy vọng. Giấc mơ đã tái hiện lại một phần lát cắt cuộc sống cũng như tính cách của cô và biến nó trở thành một thứ giống như băng phim Hollywood cũ. Trong giấc mơ, Betty thành công, quyến rũ, sống đời giả tưởng của một nữ diễn viên dưới ánh hào quang. Một phần năm thời lượng cuối phim lột trần cuộc sống thực của Diane, khi cô lụn bại cả về mặt đời tư lẫn sự nghiệp. Cô lập mưu giết chết người yêu cũ của mình là Camilla. Cuối cùng, vì không thể đương đầu với sự thật nghiệt ngã đó, cô tưởng tượng ra trong mơ một nhân cách khác của Camilla (Rita). Nhân cách này hoàn toàn mất trí nhớ và phụ thuộc, trái ngược với chính Camilla ngoài đời. Dù vậy, những bằng chứng về mối quan hệ đổ vỡ của cả hai vẫn liên tục xuất hiện đi xuất hiện lại trong giấc mơ của Diane, dẫn đến sự sụp đổ không thể tránh khỏi của cô về sau này.
Cách giải thích này giống với những gì Naomi Watts từng trình bày trong một cuộc phỏng vấn: "Tôi nghĩ Diane là nhân vật có thật và Betty là hiện thân cho những gì cô ấy luôn khao khát. Về phần Rita, cô ấy giống hình mẫu một "công chúa lâm nguy". Cô ấy cần Betty che chở. Betty lấy cớ đó để điều khiển Rita như một con búp bê. Rita là tưởng tượng của Betty về người mà cô ấy muốn Camilla trở thành". Watts còn chia sẻ thêm rằng những trải nghiệm ban đầu của cô ở Hollywood cũng giống hệt như những gì Diane từng trải qua. Cụ thể, cô đã chịu đựng một vài thất bại trong nghề, thử những vai diễn chẳng mấy tiềm năng, gặp những kẻ bị số phận quay lưng. Hồi tưởng về khoảng thời gian đó, cô bùi ngùi nhắc lại: "Có rất nhiều hứa hẹn, nhưng rồi thực tế chẳng hề có gì xảy ra cả. Tôi rỗng túi và trở nên khá cô đơn". Viết trên tờ The Chicago Tribune, cây bút Michael Wilmington ví von: "Mulholland Drive là một cơn ác mộng. Đó là bức chân dung nơi giấc mơ vàng Hollywood biến thành ôi thiu, hóa thành món hầm độc hại của sự thù hận, đố kị, dàn xếp lôi thôi cùng sự thất bại trong việc hủy hoại tâm hồn. Đây là phần tăm tối nhất trong những mộng mị quyến rũ của chúng ta và mọi thứ mà Lynch phô bày ở đây thật vô cùng sinh động".
The Guardian đã hỏi sáu nhà phê bình phim nổi tiếng về nhận thức của riêng họ về ý nghĩa tổng thể trong Mulholland Drive. Neil Roberts của tờ The Sun lẫn Tom Charity của tạp chí Time Out đều đồng tình với giả thiết cho rằng Betty chính là hình tượng về một cuộc sống hạnh phúc hơn mà Diane hằng mơ ước. Hai nhà phê bình Roger Ebert và Jonathan Ross cũng đồng ý với cách nhận định này. Tuy nhiên, hai người vẫn ngần ngại đi sâu phân tích về bộ phim. Ebert nói: "Chẳng có lời giải thích nào hết. Thậm chí còn chẳng có bí mật nào để giải thích nữa". Ross nhận xét dòng thời gian của phim là một thứ hỗn tạp chẳng đi đến đâu: "Có thể còn sót lại chút dư vị nào đó mà tập thử nghiệm ban đầu dự định làm, hoặc có thể đơn giản những thứ này chỉ là những sự kiện bất ngờ không thể giải thích được, một loại vô thức của giấc mơ". Philip French từ tuần báo chủ nhật The Observer thì cho rằng bộ phim là một lời ám chỉ về những thảm kịch đang ngầm hiện hữu tại Hollywood, trong khi Jane Douglas của đài BBC thì phủ nhận giả thiết cuộc đời của Betty chính là giấc mơ của Diane, nhưng lại cảnh báo mọi người đừng phân tích quá nhiều.
Nhà lý thuyết phim Siobhan Lyons cũng không đồng ý với lý thuyết về giấc mơ, khẳng định đó là một "sự giải thích hời hợt làm suy yếu sức mạnh của sự phi lý mà thực tế vốn thường diễn ra trong vũ trụ của Lynch". Thay vào đó, Lyons kết luận Betty và Diane bản chất là hai người khác nhau nhưng trông giống nhau, một mô típ phổ biến giữa các ngôi sao Hollywood. Cũng có một lý giải khác khá thú vị, đó là bốn người Betty, Rita, Diane và Camilla thực tế đều tồn tại trong các vũ trụ song song khác nhau, đôi khi nối kết với nhau. Một giả thiết khác cho rằng câu chuyện chỉ là một dải Mobius, một dải xoắn không có điểm đầu và cũng không có điểm cuối. Cũng có thể toàn bộ thời lượng phim chỉ là một giấc mơ, nhưng không rõ của ai. Còn theo phân tích của Murat Akser, người xem có thể hiểu bộ phim theo hai cách: thứ nhất, có một sự kiện bất ngờ nào đó khiến Betty ngây thơ tình cờ gặp một Rita mất trí; thứ hai, cả hai cùng lúc bước vào một vùng biến dạng không thời gian kỳ diệu nơi quá khứ trở thành tương lai, nơi hai cô gái hoán đổi danh tính lẫn địa vị cho nhau. Tuy nhiên, những cảnh tượng liên quan đến giường, phòng và giấc ngủ lặp lại liên tục cho thấy có ảnh hưởng sâu sắc của những giấc mơ lên cốt truyện. Rita rơi vào giấc ngủ vài lần và trong những lần đó, những phân cảnh rời rạc cứ liên tục hiện ra, chẳng hạn cảnh hai người đàn ông trò chuyện ở quán Winkie's, máy bay của Betty đáp xuống Los Angeles, rồi tên sát nhân hậu đậu xuất hiện chứng tỏ Rita mới là người đang mơ. Theo nhà nghiên cứu Ruth Perlmutter, cảnh quay mở đầu của bộ phim tập trung vào chiếc giường nơi một người bí ẩn đang say giấc và điều cần thắc mắc là thứ gì diễn ra sau phân cảnh đó là thực tại. Giáo sư chuyên về giấc mơ Kelly Bulkeley lập luận rằng phân cảnh tại quán ăn lúc đầu phim là nơi duy nhất trong đó giấc mơ hoặc việc đang mơ được đề cập rõ ràng, minh họa cho "sự thật được tiết lộ cũng như nhận thức luận không chắc chắn trong phim của Lynch". Thêm vào đó, việc sinh vật quái dị từ giấc mơ, là đề tài bàn thảo giữa hai người đàn ông ở quán Winkie's bất ngờ lộ diện trở lại vào cuối phim ngay trước và sau khi Diane tự sát. Bulkeley phán đoán rằng chính cuộc trò chuyện về những giấc mơ trong đoạn đầu phim có thể là tiền đề khơi dậy "một cách hiểu mới về mọi thứ xảy ra trong phim".
Nhà lý luận Robert Sinnerbrink tương tự cũng cho rằng những hình ảnh sau vụ tự tử của Diane đã làm suy yếu sự hợp lý trong giả thiết "giấc mơ và hiện thực". Sau khi Diane tự bắn mình, chiếc giường ngập tràn trong màn khói. Hình ảnh Betty và Rita cũng liên tục nhập nhằng vào nhau, theo sau đó là cảnh một phụ nữ trên ban công Club Silencio thì thầm "Silencio" rồi màn hình mờ dần thành màu đen. Sinnerbrink viết: "Những hình ảnh kết thúc phim trôi nổi trong một khoảng vô định giữa tưởng tượng và hiện thực có lẽ là chiều siêu hình thực sự của cảnh quay điện ảnh". Đó có thể là "điểm tiếp nối cuối cùng cho những mộng tưởng còn sót lại của ý thức Diane sau khi cô mất, bao gồm cả khoảnh khắc đánh dấu cái chết thực sự xảy ra: Sự yên lặng cuối cùng". Cùng ý tưởng như trên, nhà lý thuyết phim Andrew Hageman nhận định rằng: "Chín mươi giây sau cái chết của Betty/Diane là một không gian điện ảnh tồn tại sau khi bức màn trong ý thức sống của cô hoàn toàn buông xuống và vì thế, không gian dai dẳng này là nhà hát nơi ảo ảnh của ảo ảnh liên tục bị vạch mặt".
Nhà lý thuyết phim David Roche thì cho rằng phim của Lynch không đơn giản là kể chuyện trinh thám, mà buộc khán giả phải đóng vai trò thám tử để hiểu ý nghĩa câu chuyện. Mulholland Drive, giống như các phim khác của Lynch, "khiến khán giả thất vọng về một cách trần thuật hợp lý bằng cách chơi đùa trên sai lầm của họ khi cho rằng lời kể đồng nghĩa với trần thuật". Trong các bộ phim của Lynch, khán giả luôn "chậm một bước so với lời kể" và do đó "lời kể chiếm ưu thế hơn so với trần thuật". Roche cũng lưu ý rằng có nhiều bí ẩn trong phim mà cuối cùng vẫn không được giải đáp do các nhân vật hoặc đi vào ngõ cụt như Betty và Rita, hoặc chịu thua trước áp lực như Adam. Dù khán giả có tranh đấu đến mấy để giúp câu chuyện trở nên có ý nghĩa, nhưng việc các nhân vật không được thiết lập cho việc giải quyết những mâu thuẫn của riêng họ đã phá vỡ nỗ lực này. Roche đi đến kết luận Mulholland Drive bí ẩn không phải vì nó cho phép khán giả đi tìm lời đáp cho các câu hỏi còn bỏ ngỏ, mà chính bản thân bộ phim đã là một ẩn số vì nó khiến khán giả – những thám tử đích thực trong phim phải sát cánh cùng nhau "dưới mong muốn biến cốt truyện vốn phức tạp của phim thành một điều có ý nghĩa".
Viết trên ấn phẩm New Directions in Cognitive Linguistics, Johanna Rubba đánh giá: "Những giấc mơ trong Mulholland Drive dĩ nhiên không phải là những giấc mơ có thật mà chỉ đơn giản là một câu chuyện hư cấu. Tuy nhiên, chúng hoàn toàn thực tế. Giấc mơ thường là phản ánh trực quan về cuộc sống của chính người mơ mộng, nhưng cũng có thể bao gồm cả những cá nhân quen thuộc hoặc thậm chí những người xa lạ mà người đó lướt qua trong một khoảnh khắc ngắn ngủi. Mặc dù vậy, tất cả họ, bằng cách nào đó, đều đóng vai trò đáng kể trong giấc mơ. Các sự kiện xảy ra thường vô lý hoặc phi logic. Sự biến thiên trong các sự kiện ngoài đời hay trong bản thân nhân vật hoàn toàn phù hợp với mục đích của giấc mơ: người thân yêu đã chết của bạn bỗng nhiên sống lại; người rời bỏ bạn mà đi trở về, hối hận, ăn năn. Giấc mơ trong Mulholland Drive sở hữu tất thảy những đặc điểm này".

### Một "món quà Valentine độc hại gửi đến Hollywood"

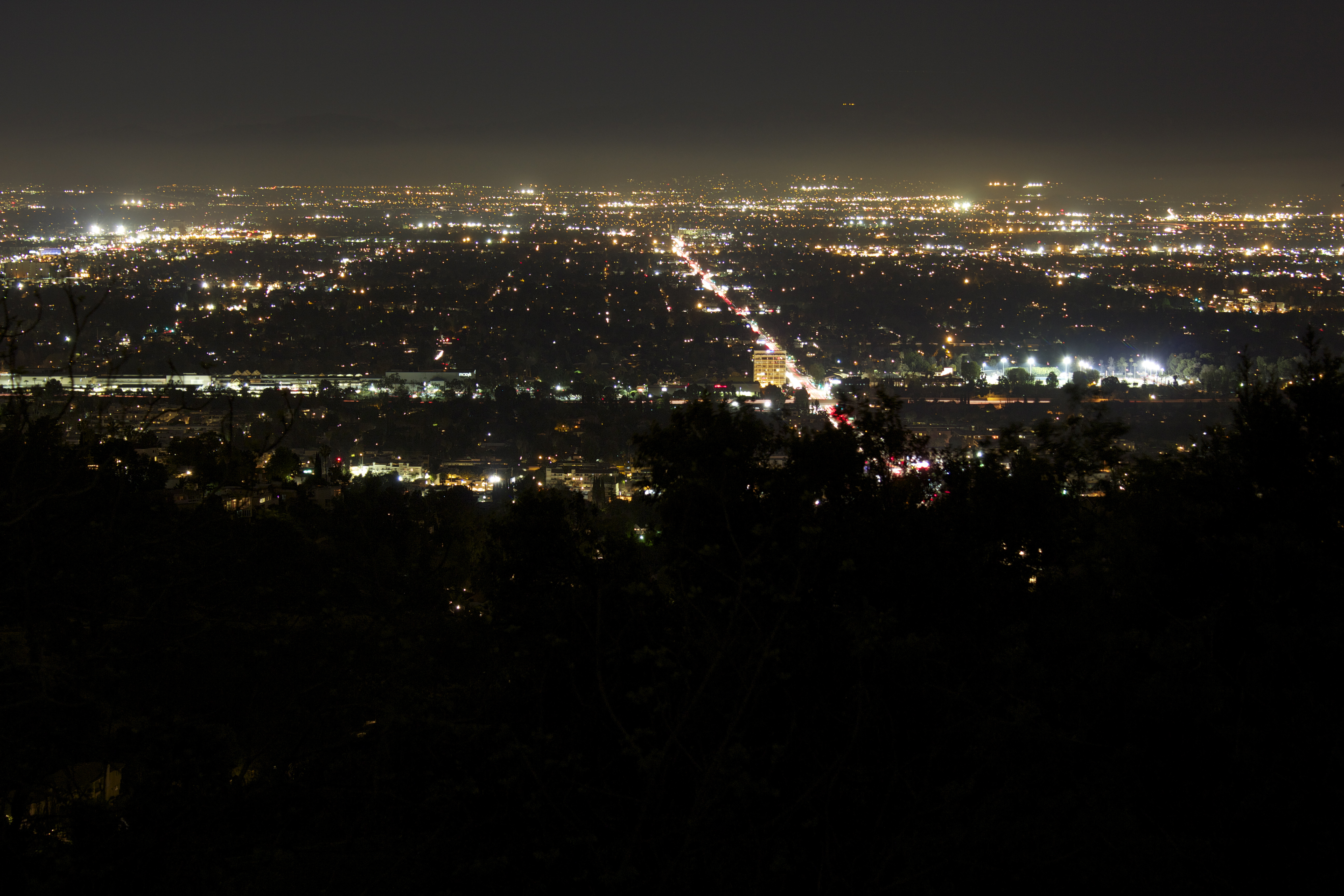
Quang cảnh Los Angeles về đêm nhìn từ đường Mulholland – biểu tượng của thành phố này cho cơ hội và sự thăng tiến.

Một chủ đề thu hút sự chú ý không kém đó là cách bộ phim lột tả những mảng tối nơi sân khấu đầy ắp ánh đèn. Stephen Holden từ tờ The New York Times viết: "Mulholland Drive không đề cập nhiều đến cuộc sống tình yêu hay tham vọng nghề nghiệp của bất kỳ ai mà chỉ tập trung phản ánh một cách sâu sắc nhất những cám dỗ ở Hollywood, sự đa dạng trong nhập vai cũng như sức sáng tạo cá nhân mà kinh nghiệm điện ảnh thầm hứa hẹn... Liệu còn có sức mạnh nào ngoài kia lớn hơn sức mạnh dấn thân và lên kế hoạch cho cuộc sống đáng mơ ước của chúng ta?" J. Hoberman của tờ The Village Voice nhắc lại cảm nghĩ này bằng cách gọi bộ phim là "món quà Valentine độc hại gửi đến Hollywood".
Mulholland Drive cũng thường được đem ra so sánh với phim noir kinh điển Sunset Boulevard (1950) của Billy Wilder, một góc nhìn khác về những giấc mơ tan vỡ ở Hollywood. Nhân vật cùng tên Rita trong Sunset Boulevard đầu phim cũng băng qua một con đường có tên Đại lộ Sunset trong đêm. Bên cạnh việc hai tiêu đề đều được đặt theo tên những con đường mang danh biểu tượng của thành phố Los Angeles, thì Mulholland Drive còn là "một sự tính toán độc nhất vô nhị của Lynch về điều mà Wilder từng chú ý đến: sự đồi bại của con người (một cụm từ mà Lynch đã sử dụng vài lần trong suốt cuộc họp báo ở Liên hoan phim New York năm 2001) trong thành phố của những ảo vọng chết người". David Lynch sống gần đường Mulholland – biểu tượng văn hóa của Hollywood cho nên tiêu đề phim ít nhiều cũng liên quan đến khu vực này, như ông từng trả lời trong một cuộc phỏng vấn: "Ban đêm, khi bạn di chuyển lên đó, có cảm giác như thể bạn đang ở trên đỉnh của thế giới vậy. Ban ngày cũng thế, có chút sợ hãi vì nó nằm ở một khu tương đối hẻo lánh, nhưng bạn có thể cảm nhận được cả Hollywood trên con đường đó". Watts cũng từng có trải nghiệm khá xúc động về con đường trước khi sự nghiệp của cô thăng tiến. Cô kể: "Nhiều lần lái xe qua đó, tôi thường khóc rất nhiều. Trong tâm khảm lúc ấy, tôi luôn dằn vặt với câu hỏi: 'Mình đang làm gì ở đây?'"
Nhà phê bình Gregory Weight cảnh báo người xem về cách giải thích có phần cay độc về nhiều sự kiện xảy ra trong phim, cho rằng Lynch đã phô bày nhiều hơn mức cần thiết "cái bộ mặt mà ông ấy tin chỉ có thể ngự trị điều dối trá và xấu xa". Mặc dù vậy, dưới quan điểm của Weight, bất chấp những tuyên bố về sự thao túng, lừa gạt, dối trá mà Lynch gán cho nền văn hóa Hollywood, ông cũng phần nào gửi gắm vào trong phim của mình những hoài niệm xưa cũ, thừa nhận nghệ thuật đích thực chỉ thăng hoa bởi lối làm phim kinh điển khi sử dụng những nhân vật một thời vàng son như Ann Miller, Lee Grant và Chad Everett như cách để tưởng nhớ họ. Với Naomi Watts, Lynch là người có công chắp cánh cho nhân vật Betty của cô trở thành một vai diễn tài năng xuất chúng khiến những nhân vật quyền lực nhất ngành công nghiệp giải trí phải chú ý đến. Bình luận về sự tương phản giữa cái đồi bại hiện thời với hoài niệm quá khứ ở kinh đô Hollywood, Steven Dillon nhận định cách mà Mulholland Drive phê bình văn hóa Hollywood cũng giống hệt như cách người ta thường lên án cái gọi là "cinephilia" (thuật ngữ chỉ sự mê hoặc của việc làm phim và những ảo tưởng đi kèm với nó).
Laura Harring từng mô tả cách giải thích của mình sau khi xem bộ phim như sau: "Lần thứ nhất xem phim, tôi đoán đó là câu chuyện về những giấc mơ ở Hollywood, những ảo vọng cùng nỗi ám ảnh. Điều này mang đến ý niệm rằng chẳng có gì tồn tại như vẻ ngoài vốn có của nó, đặc biệt là việc khát khao trở thành một minh tinh Hollywood. Lần thứ hai rồi lần thứ ba, tôi bắt đầu nghĩ có thể có điểm gì đó liên quan đến nhân cách. Liệu chúng ta có thực sự biết mình là ai? Và rồi tôi bắt đầu xem nhiều thứ khác hơn... Chẳng có gì là đúng hay sai về việc mọi người hiểu được và nhận được gì từ bộ phim cả. Bộ phim chỉ đơn thuần khiến bạn phải suy ngẫm liên tục, bắt bạn phải đặt ra câu hỏi. Có một điều mà tôi thường hay nghe đi nghe lại rất nhiều lần về bộ phim là Đây là bộ phim mà tôi phải xem lại lần nữa hoặc đại loại là Đây là bộ phim bạn bắt buộc phải xem lại. Nó hớp hồn bạn, khiến bạn bằng mọi giá phải chạm tay đến, nhưng quả thực tôi không nghĩ đây là bộ phim mà người ta có thể dễ dàng chạm tay vào. Cơ bản bộ phim đã hoàn thành sứ mệnh của mình nếu nó làm bạn phải bận tâm". Trong một bài phỏng vấn khác, nữ diễn viên thừa nhận: "Đối với tôi, Mulholland Drive là chuyện đôi khi chúng ta bị lạc trong giấc mơ. Đó là câu chuyện về bóng tối ở Hollywood... Mọi người đều nghĩ rằng nổi tiếng là điều gì đó rất vinh quang và tuyệt vời, nhưng nó chỉ thực sự tuyệt vời khi không có hằng hà sa số những vụ ly hôn cùng việc tiêu thụ quá nhiều bia rượu lẫn ma túy. Khi bạn trở nên cực kỳ nổi tiếng, bạn chỉ cần đi ra ngoài và rồi sẽ có rất nhiều tay săn ảnh xuất hiện. Bạn cảm thấy như thể bản thân là một con khỉ trên dây xích vậy. Thực sự là thế đấy!".

### Yếu tố đồng giới

Phân đoạn tình dục đồng giới giữa Betty và Rita – một trong những phân đoạn tình dục tốn nhiều giấy mực của giới truyền thông. Không những thế, nó còn được đánh giá là một trong những cảnh tình dục đồng giới nữ nóng bỏng nhất trên màn ảnh.

Mối quan hệ giữa các tuyến nhân vật Betty và Rita, Diane và Camilla tùy trường hợp mà thay đổi từ "cảm động", "thắm thiết" đến "kích thích". Nhà phê bình phim Glenn Kenny, viết trong một bài phê bình về bộ phim trên tạp chí Premiere rằng mối quan hệ giữa Betty và Rita "có thể là mối quan hệ tình cảm lành mạnh nhất, tích cực nhất từng được miêu tả trong một bộ phim của Lynch". Còn nhà phê bình người Pháp Thierry Jousse, trong bài phê bình cho tạp chí điện ảnh Cahiers du cinéma đã phải thốt lên rằng thứ tình cảm hai người phụ nữ thể hiện qua phim là thứ "tình cảm cường điệu mà điện ảnh đương thời hoàn toàn vắng bóng". Trong ấn phẩm Film Comment số 37, Philip Lopate khẳng định điểm cốt lõi trong mối quan hệ giao thoa lãng mạn giữa Betty và Rita đã trở nên sâu sắc, dịu dàng hơn bởi "ngay lần đầu tiên, với tất cả sự ngạc nhiên của mình, Betty nhận ra rằng tất cả tính có ích của cô, cũng như nỗi tò mò về người phụ nữ kia hoàn toàn có ý nghĩa: [đó là] niềm khao khát... là khoảnh khắc đẹp nơi mọi điều trở nên huyền mặc hơn bởi tình thương mến âu yếm, bởi những điều tồi tệ giờ đây chỉ còn là khoảng cách". Stephanie Zacharek của tạp chí Salon mô tả "tính khêu gợi [của khoảnh khắc ấy] mạnh mẽ đến mức phủ kín toàn bộ bộ phim, tô nên bức tranh sống động cho mọi cảnh diễn ra trước và sau nó". Kênh IFC của Mỹ đã bình chọn Betty và Rita là cặp đôi lãng mạn biểu tượng cho thập niên 2000. Đánh giá về lựa chọn này, nhà văn Charles Taylor viết: "Betty và Rita như thể bị đóng khung trong một vùng bóng tối nhẹ nhàng và dịu mượt như một quầng mây lơ lửng. Quầng mây ấy sẵn sàng nuốt chửng hai người nếu họ manh nha tỉnh thức khỏi giấc mơ của bộ phim. Khi bóng tối bủa vây lấy họ, khi màn khói lấp đầy cái khung tựa lưu huỳnh từ địa ngục đang phủ mờ tầm nhìn của chúng ta, thì không chỉ ta cảm thấy một mối tình lãng mạn dần bị phá vỡ, mà như thể toàn bộ cái vẻ đẹp của tạo hóa cũng đang bị nguyền rủa".
Một vài nhà lý luận điện ảnh cũng đã tranh luận về những chi tiết đồng giới được lồng ghép vào nội dung thẩm mỹ và chủ đề trong phim. Dòng thời gian phi tuyến tính của phim "không thể duy trì được tính nhất quán trong việc tường thuật câu chuyện", như Lee Wallace lập luận: "Tình dục đồng giới nữ đã phá vỡ các quy ước thông thường về mặt tư tưởng của chủ nghĩa hiện thực kể chuyện, vận hành như một điểm chuyển tiếp cho thế giới đầy tranh cãi được xây dựng công phu bên trong cốt truyện của phim". Sự hiện diện của những tấm gương cùng các nhân vật song trùng xuyên suốt diễn biến phim "là biểu trưng thông thường cho khát khao tình dục đồng giới nữ". Mối quan hệ đồng phụ thuộc giữa Betty và Rita – mối quan hệ đặt nền móng trên nỗi ám ảnh triệt để cũng thường được đem so sánh với các mối quan hệ tương tự trong hai bộ phim khác là Persona (1966) của Ingmar Bergman hay 3 Women (1977) của Robert Altman. Cả ba bộ phim đều tập trung khai thác những nhân cách khác nhau của từng người phụ nữ dễ tổn thương, để rồi những nhân cách ấy lần lượt đan xen, hoán đổi rồi cuối cùng hòa trộn vào nhau. Theo đó, "những cặp đôi phản chiếu tính cách của nhau bằng mối tương tác tổng hòa nên từ sự tôn sùng cá nhân cùng ham muốn tình dục đồng giới". Lynch tỏ rõ sự ái mộ của mình với Persona bằng cách để cho nhân vật Rita đội bộ tóc giả màu vàng, màu tóc của Betty. Sau đó, Rita và Betty nhìn chằm chằm vào bóng hình nhau trong gương. Điều này đã góp phần "thu hút sự chú ý của khán giả về sự tương đồng về mặt vật lý giữa hai người họ, nối kết cảnh tiếp theo đến chủ đề thể xác, sự gắn kết thân thể và ý niệm về sự sáp nhập hoặc nhân đôi" – hai chủ đề nổi bật thấu suốt bộ phim, mang đến cho hình thái hay nội dung phim thứ vượt xa hơn cái đơn thuần gọi là tình yêu đồng giới.
Một số nhà lý thuyết đã cáo buộc Lynch duy trì các khuôn mẫu, kịch bản rập khuôn về chủ đề đồng tính nữ. Theo đó, Rita (người phụ nữ nguy hiểm) và Betty (kiểu nhân vật nữ sinh, ngây thơ) đại diện cho hai mẫu hình nhân vật đồng tính nữ cổ điển. Nhà văn Heather Love nhắc đến hai mệnh đề sáo ngữ chính được sử dụng trong phim như sau: "Lynch thể hiện chủ nghĩa đồng tính nữ ở dạng ngây thơ và cởi mở: ham muốn đồng giới ló dạng tựa hồ cuộc phiêu lưu vĩ đại, như cánh cổng dẫn đến một vùng lãnh thổ quyến rũ và vô danh". Nhà văn cũng nói thêm: "Trong câu chuyện của Diane và Camilla, Lynch mang đến cho chúng ta một mối quan hệ tam giác cổ điển", trong đó, một người phụ nữ sẽ "bỏ mặc người phụ nữ còn lại" – người phụ thuộc vào mối quan hệ này hơn chính cô ta để "lao vào vòng tay người đàn ông khác". Maria San Filippo, tác giả cuốn sách nổi tiếng The B Word: Bisexuality in Contemporary Film and Television, trên bài xã luận của mình đã thẳng thắn nhìn nhận rằng vị đạo diễn chủ yếu dựa vào những mô típ quen thuộc trong các phim noir để hướng nhân vật Camilla đến sự phản bội không thể tránh khỏi. Những mô típ này "trở nên thâm căn cố đế đến mức người xem dễ dàng đoán ra ngay chỉ là vấn đề thời gian trước khi 'Rita' bộc lộ bản chất thực của mình". Theo Love, ham muốn đồng tính nữ độc quyền của Diane là ranh giới "giữa thành công với thất bại, giữa tính dục với sự thấp hèn, thậm chí giữa sự sống và cái chết" nếu cô bị từ chối. Diane là mẫu nhân vật bi kịch, mong muốn thiết tha một tình yêu đồng giới trong mối quan hệ tình dục đơn thuần. Phân tích của Love về bộ phim cũng chỉ ra mối quan tâm đặc biệt của giới truyền thông về nội dung đồng giới. Cụ thể, "các nhà phê bình phấn khích đến từng chi tiết cũng như thời lượng của các cảnh nóng trong phim, cứ như có một cuộc thi xem ai có thể thưởng thức hình tượng đại diện cho khao khát đồng giới này một cách tốt nhất vậy". Bà cũng chỉ ra bộ phim đã sử dụng một chủ đề kinh điển trong văn chương và điện ảnh để miêu tả các mối quan hệ đồng tính nữ. Theo đó, Camilla xinh đẹp, độc thân, đứng giữa hai lựa chọn: một là người đàn ông giàu sang, hai là người phụ nữ bên cạnh mình. Cuối cùng, như ai cũng thấy, cô quyết định rời bỏ Diane để tiến tới với Adam. Ngoài ra, sự tương phản trong mối quan hệ giữa Betty và Rita, Diane và Camilla thường được hiểu theo cách: "Có lúc, hai người họ giống như hai sinh vật nóng bỏng nhất trên Trái Đất, nhưng cũng có lúc, họ nguội lạnh và trở nên buồn rầu", như thể "trật tự dị tính luyến ái đã tự biết cách đòi quyền lợi bằng việc vùi dập những xúc cảm vốn có của một người phụ nữ khi họ bị bỏ rơi".
Yếu tố dị tính chủ yếu quan trọng ở nửa sau của bộ phim, khi sự sụp đổ của mối quan hệ Diane-Camilla bắt nguồn từ các sự kiện diễn ra tại bữa tiệc của Adam, nơi anh tuyên bố sẽ kết hôn với Camilla (dù điều này chỉ mang tính thủ tục). Tuy vậy, hai người này vẫn không thể đi đến kết cục viên mãn, bởi như Lee Wallace nhìn nhận, bằng việc lên kế hoạch kết liễu Camilla, "Diane đã ngăn cản mối tình sặc mùi công nghiệp tiến tới hôn nhân chỉ với hành động xuôi theo dòng cốt truyện, thứ gián tiếp kết liễu cả cô lẫn bạn tình của mình. Về cơ bản, mối quan hệ nhân quả trong phim không tương xứng lắm với cốt truyện mang đậm chủ nghĩa đồng giới nữ mà chính bộ phim thể hiện". Còn theo Joshua Bastian Cole, Adam đóng vai trò giống như chướng ngại khiến Camilla rời bỏ cô. Vì lẽ ấy, trong giấc mơ cô vẽ ra, Adam trở thành kẻ xấu có kết cục không mấy tốt đẹp. Nói cách khác, giấc mơ là nơi Diane "báo thù" cho nỗi ghen tuông kìm nén trong tâm trí mình. Cole lập luận đây là một ví dụ về "cái nhìn chuyển đổi" của Diane: "Adam đóng vai trò như một tấm gương – một nhân vật nam mà Diane có thể tự soi chiếu". Ngoài ra, những tiếp xúc thị giác của hai người Diane và Dan ở quán Winkie's là ví dụ khác của "cái nhìn chuyển đổi". Theo Cole, "sự nhìn nhận kỳ lạ của Diane với nhân vật Dan, một bản thể không giống nhân dạng mà là thứ gì đó hoàn toàn khác, dường như tạo cảm giác giống như có sự chuyển đổi nào đó bên trong một lối đi quanh co, được vẽ nên từ việc nhân đôi không thể xảy ra". Mặt khác, ông khẳng định cái tên gần như tương giao giữa họ (Dan/Diane) chắc chắn không thể là một thứ nhầm lẫn, đồng thời nhấn mạnh rằng mong muốn hiểu biết về chủ đề đồng tính nữ đã làm lu mờ đi các diễn giải về chuyển đổi.
Hai diễn viên Naomi Watts và Laura Elena Harring cũng có những nhận định trái ngược nhau về mối quan hệ của họ trên màn ảnh. Watts nhận xét về cảnh nóng giữa hai nhân vật trong phim như sau: "Tôi không thấy nó khêu gợi tí nào cả, mặc dù nó được quay theo cách ấy. Lần cuối tôi xem cảnh này, tôi đã khóc rất nhiều vì tôi biết câu chuyện đang đi đến đâu. Nó khiến tim tôi hơi nhói". Tuy nhiên, trong bài phỏng vấn khác, Watts lại phân bua: "Kỳ thực tôi rất lấy làm ngạc nhiên vì độ chân thực của phân cảnh đó trên màn ảnh. Hai người họ dường như rất yêu thương nhau và điều này khêu gợi đến lạ". Còn về phần Harring, cô nhận định: "Phân đoạn tình cảm bỗng chốc hiện ra trước mắt tôi. Rita rất biết ơn sự giúp đỡ mà Betty đã dành cho [cô ấy] vì vậy tôi nói lời tạm biệt, chúc ngủ ngon, cảm ơn cô ấy từ tận đáy lòng, rồi tôi hôn cô ấy và đột nhiên sau đó có một nguồn năng lượng nào đó khiến chúng tôi vượt qua [giới hạn]. Tất nhiên tôi bị mất trí nhớ vì vậy tôi không biết liệu tôi từng làm điều này trước đây chưa, nhưng tôi không nghĩ rằng chúng tôi thực sự là hai kẻ đồng tính". Heather Love cũng phần nào đồng ý với nhận định của Harring khi cô cho rằng danh tính trong Mulholland Drive không quan trọng bằng mong muốn: "Chúng ta là ai không quan trọng cho lắm – cái quan trọng là chúng ta sẽ làm gì, chúng ta biết bản thân muốn gì".

## Nhân vật

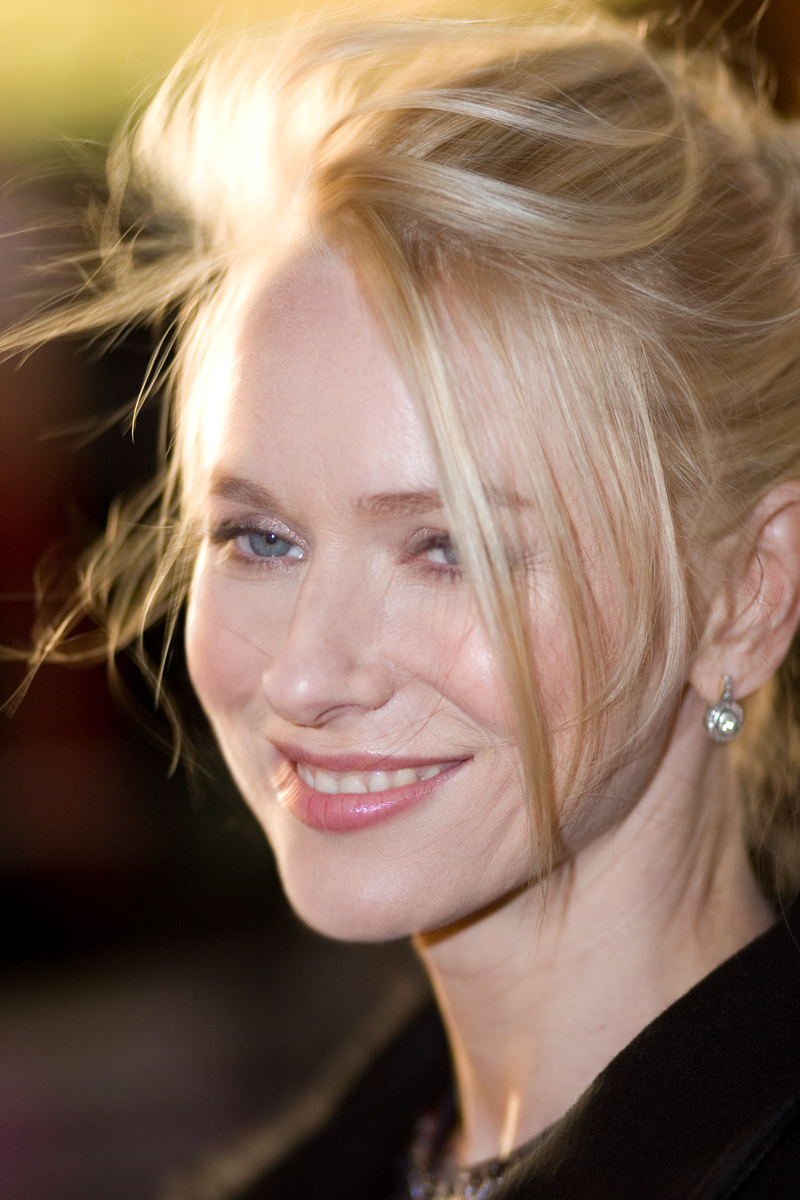
Với màn hóa thân xuất sắc thành Betty/Diane, sự nghiệp của Naomi Watts nhanh chóng vụt sáng lên một tầm cao mới.

Betty Elms (Naomi Watts) là tài năng mới nổi, chân ướt chân ráo đến Los Angeles. Cô được mô tả như người "lành mạnh, lạc quan, quyết tâm gây tiếng vang ở thành phố". Ngoài ra, đây còn là nhân vật "ngây thơ đến lố bịch". Cũng vì thế mà cách tiếp cận có phần dũng cảm, tự đắc của cô trước những điều sai trái để giúp Rita khiến nhiều người nhớ đến hình tượng thám tử Nancy Drew nổi tiếng. Toàn bộ tính cách ban đầu của Betty rõ ràng mô phỏng lại kiểu nhân vật ngây thơ, nhẹ dạ ở vùng thôn quê. Tính cách đó của cô, hoặc ít ra có thể là phần đã mất của tính cách ấy đóng vai trò như trọng tâm trong Mulholland Drive. Theo nhà phê bình Amy Taubin, Betty là hiện thân cho phần ý thức lẫn vô thức của phim. Chính Naomi Watts – người mà vai Betty của cô lấy cảm hứng từ các nhân vật gạo cội Doris Day, Tippi Hedren và Kim Novak – cũng thẳng thắn thừa nhận rằng Betty là kiểu nhân vật ưa chuộng cảm giác mạnh, một người "thấy mình ở một thế giới không thuộc về mình và sẵn sàng nhận lấy một danh phận mới, thậm chí nếu đó là của người khác". Điều này đi đến kết luận rằng dù trong con người Betty vốn luôn tồn tại niềm ngây thơ, nhưng nỗi thiết tha đặt chân vào thế giới đầy cám dỗ của Hollywood đã biến cô thành một "diễn viên đồng lõa", chấp nhận "nắm lấy những kiến trúc làm nên thành công" mà sau này chính những kiến trúc ấy sẽ hủy diệt cô. Trong một lời giải thích về sự phát triển của nhân vật Betty, Watts cho biết:
Do đó, tôi đã phải đưa ra quyết định của riêng mình liệu điều này có nghĩa là gì và nhân vật này đã trải qua điều gì, cái nào là mơ và cái nào là thực. Giải thích của tôi đến cuối cùng có thể hoàn toàn khác với David lẫn khán giả. Tuy nhiên, tôi chấp nhận tất cả điều đó, và mọi người đều nghĩ nó hợp lẽ.
Trong phim, Betty tuy cảm thấy có phần khó tin trước nhân vật mà mình sẽ đảm trách nhưng vẫn thể hiện được chiều sâu đáng kinh ngạc trong buổi thử vai, khác hẳn với buổi tập dượt thất bại trước đó với Rita tại căn hộ của mình. Hôm thử vai, Betty mang nỗi lo âu cùng vẻ can trường vốn có, đi vào trong một căn phòng tù túng để đóng cảnh âu yếm nóng bỏng với người bạn diễn. Nỗi lo lắng trước đó bỗng chốc vụt đi đâu mất, nhường chỗ cho sự thăng hoa đến hoàn hảo trong phân cảnh khêu gợi tới mức cả khán phòng nín lặng. Phân cảnh kết thúc cũng là lúc mọi cảm xúc ùa về như cũ, cô ngại ngùng đứng trước mặt đoàn làm phim chờ đợi sự chấp thuận. Nhà phân tích phim Geogre Toles quả quyết rằng khả năng chưa từng được biết đến này của Betty đã chiếm trọn buổi trình diễn, thu hút tất cả những điều bí ẩn trong con người Rita và gán vào chính bản thân cô. Bằng cách sử dụng phân cảnh này, Lynch đã cho khán giả thấy rõ mánh khóe lừa gạt trong các tuyến nhân vật của mình. Còn Ruth Perlmutter thì thắc mắc liệu kĩ năng diễn xuất của Betty lúc đó là một sự sắp xếp nhằm tái hiện lại hình ảnh chính cô ngoài đời thực – Diane, hay chỉ là một sự sao chép của bộ phim mà sau này diễn biến của nó chính là kết cục cho cuộc đời cô.
Rita (Laura Elena Harring) là cô gái với bí ẩn, không nơi nương tựa, mẫu phụ nữ nguy hiểm với vẻ ngoài tăm tối nhưng hấp dẫn. Roger Ebert ấn tượng với Harring đến nỗi ông cho rằng "tất cả những gì cô ta phải làm là đứng đó và rồi cô ta sẽ là đề tài lý tưởng cho cuộc tranh luận về việc [có nên] làm lại phim Gilda sau 55 năm [hay không]". Rita đóng vai trò như thế thân của dục vọng, trái ngược hoàn toàn với một Betty tươi sáng và tràn đầy tự tin. Cô cũng là nhân vật đầu tiên mà khán giả nhận định là kiểu người rối rắm, đáng sợ. Họ không thể biết được cô là ai cũng như cô sẽ đi về đâu. Hơn thế nữa, Rita còn là đại diện cho khao khát của khán giả nhằm thấu hiểu toàn bộ câu chuyện chỉ bằng cá tính độc nhất của riêng bản thân cô. Thay vì đe dọa, Rita truyền cảm hứng khiến Betty tự nguyện cung dưỡng, an ủi và giúp đỡ mình. Việc bị mất trí nhớ khiến cho cô chỉ còn là một bản thể hoàn toàn trống rỗng, bản thể chứa đựng "vẻ đẹp khác thường cùng sự sẵn lòng của người xem trong việc đặt vào đó cả thảy ý niệm về thiên thần lẫn ác quỷ". Một phân tích quả quyết rằng hành động của Rita là chân thực nhất trong phần đầu tiên của phim, vì cô bị mất trí nhớ và điều này có nghĩa không có gì có thể sử dụng để dựa vào đó làm khung tham chiếu cho cách ứng xử. Tuy nhiên, Todd McGowan (tác giả của một quyển sách chuyên bàn về những chủ đề trong phim của Lynch) lại cho rằng phần đầu phim có thể cắt nghĩa thành tưởng tượng của Rita, cho đến khi nhân vật chủ chốt Diane Selwyn lộ diện. Về cơ bản, Betty là đối tượng để Rita xua đi mối băn khoăn về việc mất trí nhớ của mình. Còn theo nhà sử học điện ảnh Steven Dillon, Diane đã chủ động chuyển đổi người bạn cùng phòng ngoài đời thực của mình thành Rita trong mơ. Cụ thể, sau cuộc cãi vã về việc người bạn kia muốn dọn nốt những đồ đạc còn sót lại của cô ra khỏi căn hộ, Rita bỗng nhiên xuất hiện ở đó và mỉm cười với Diane.
Sau khi Betty và Rita tìm thấy cái xác bị phân hủy, họ bỏ chạy khỏi căn hộ. Ngay lúc đó, hình ảnh của họ bị tách ra và tái hòa nhập với nhau. David Roche lưu ý rằng việc Rita mất đi nhân dạng đã gây ra sự cố "không chỉ xảy ra ở cấp độ của nhân vật mà còn ở cấp độ của khung hình. Cảnh quay chứa nhiều hiệu ứng đặc biệt, âm thanh của các nhân vật bị làm méo và máy quay dường như đang cố tả lại trạng thái tinh thần của các nhân vật". Rồi ngay tức thì, hai người trở về căn hộ của dì Betty nơi Rita đeo bộ tóc giả màu vàng (Rita có ý cải trang giống với Betty hòng khỏi bị nhận ra) nhưng vô tình lại khiến cô giống hệt Betty. Đây là sự chuyển giao mà một nhà phân tích từng gọi là "sự hòa tan của hai bản thể". Nhận định này có phần đúng bởi các manh mối trực quan lúc đó đã chỉ ra các góc máy ảnh dường như đã khiến cho khuôn mặt của Betty và Rita hợp nhất thành một. Điều này được minh họa rõ hơn bởi cảnh thân mật tình dục của hai người họ, tiếp theo sau là thời điểm tính cách của Rita bắt đầu trở nên chiếm ưu thế khi cô nhất định phải đến Club Silencio lúc 2 giờ sáng bằng bất cứ giá nào. Sự thống trị hoàn toàn của Camilla lúc này xem như không thể đảo ngược nữa.
Diane Selwyn (Naomi Watts) là người phụ nữ thất vọng và chán nản, náu mình sau những vinh quang của Camilla, người mà cô thần tượng và ngưỡng mộ, nhưng lại không được đáp lại tình cảm. Diane là hiện thực "khó mà tin được" của Betty, hoặc là một phiên bản khác của Betty sau một thời gian dài sống ở Hollywood. Đối với Steven Dillon, cốt truyện của bộ phim "biến Rita thành con tàu trống rỗng hoàn hảo cho những mộng tưởng của Diane", nhưng trớ trêu thay, Rita chỉ là "cái vỏ bọc vô tri vô giác" mà Diane "bỏ công sức trong vô vọng", dẫn đến việc cô suy sụp rồi tự kết liễu sau đó. Bên cạnh đó, Diane còn là hiện thân cho sự bất thỏa mãn, được tỉ mỉ miêu tả khi cô thủ dâm nhưng không tài nào đạt cực khoái, khoảnh khắc mà "bằng sự xuẩn ngốc, mù quáng cùng đường của mình – không chỉ nước mắt và sự nhục nhã mà sự tan vỡ của giấc mơ cũng khao khát báo thù". Một phân tích về Diane cho thấy sự tận tâm của cô dành cho Camilla dựa trên biểu hiện của lòng tự ái, vì Camilla là tất cả mọi thứ Diane muốn chiếm hữu. Mặc dù Diane được miêu tả như một kẻ yếu đuối và thua cuộc, nhưng đối với Jeff Johnson (tác giả của một cuốn sách về đạo đức trong các bộ phim Lynch), Diane là nhân vật duy nhất trong phần sau phim mà các quy tắc về đạo đức vẫn còn nguyên vẹn. Cô ấy là "một người đàng hoàng bị tha hóa bởi những hành vi sai trái vốn cắm rễ rất sâu trong ngành công nghiệp điện ảnh". Cảm giác tội lỗi và hối hận của cô thể hiện rõ trong vụ tự tử cùng những manh mối xuất hiện trong phần đầu tiên phim. Nỗi sợ hãi của Rita, xác chết cùng ảo ảnh tại nhà hát Club Silencio cho thấy có điều gì đó mờ ám và sai trái trong thế giới của Betty và Rita, nên khi tự do khỏi Camilla, những giá trị đạo đức vốn có đã thôi thúc cô kết liễu chính bản thân mình.
Camilla Rhodes (Melissa George, Laura Elena Harring) chỉ cần khuôn mặt và cái tên là đã đủ khiến cho những kẻ có quyền lực gây sức ép buộc Adam phải tuyển mộ mình. Vai trò của cô không mấy ấn tượng ở phần đầu phim, thậm chí một nhà phê bình từng ví von nhân vật này giống một "con điếm nhạt nhẽo" hơn là diễn viên. Tuy nhiên, khi chiếc hộp màu xanh được mở ra, Camilla trở lại là chính mình trong thế giới thực, cô lập tức biến thành một kẻ "phản trắc, phóng túng và đáng khinh bỉ". Cô, người đàn bà với sự khêu gợi mãnh liệt, xuất hiện với mục đích "hút hết sinh khí của Diane", không ai khác, chính là nguồn cơn cho nỗi thất vọng tột độ của Diane. Trong cuộc giao hợp ở phần sau phim, ngay khi vừa bảo Diane rằng cô ấy khiến mình hưng phấn tột độ, Camilla lại dìm người bạn tình xuống vực bằng việc buộc cô phải kết thúc mối quan hệ này. Ở một phân cảnh khác tại phim trường, nơi có mặt cả ba người: Adam, Camilla lẫn Diane, trong lúc Adam yêu cầu cả đoàn làm phim giải tán, để anh hướng dẫn một diễn viên nam "cách hôn Camilla sao cho đúng" thì chính cô lại bắt Diane ở lại chứng kiến. Màn tra tấn không thể tồi tệ hơn này cùng với hàng loạt phân cảnh sau đó đã đẩy Diane xuống vực thẳm không lối thoát, buộc cô gái đáng thương phải đưa ra lựa chọn tàn độc là giết chết người mình yêu. Có ý kiến cho rằng hình tượng Rita do Diane dựng nên chính là đại diện cho khao khát yếu đuối của cô đối với Camilla.

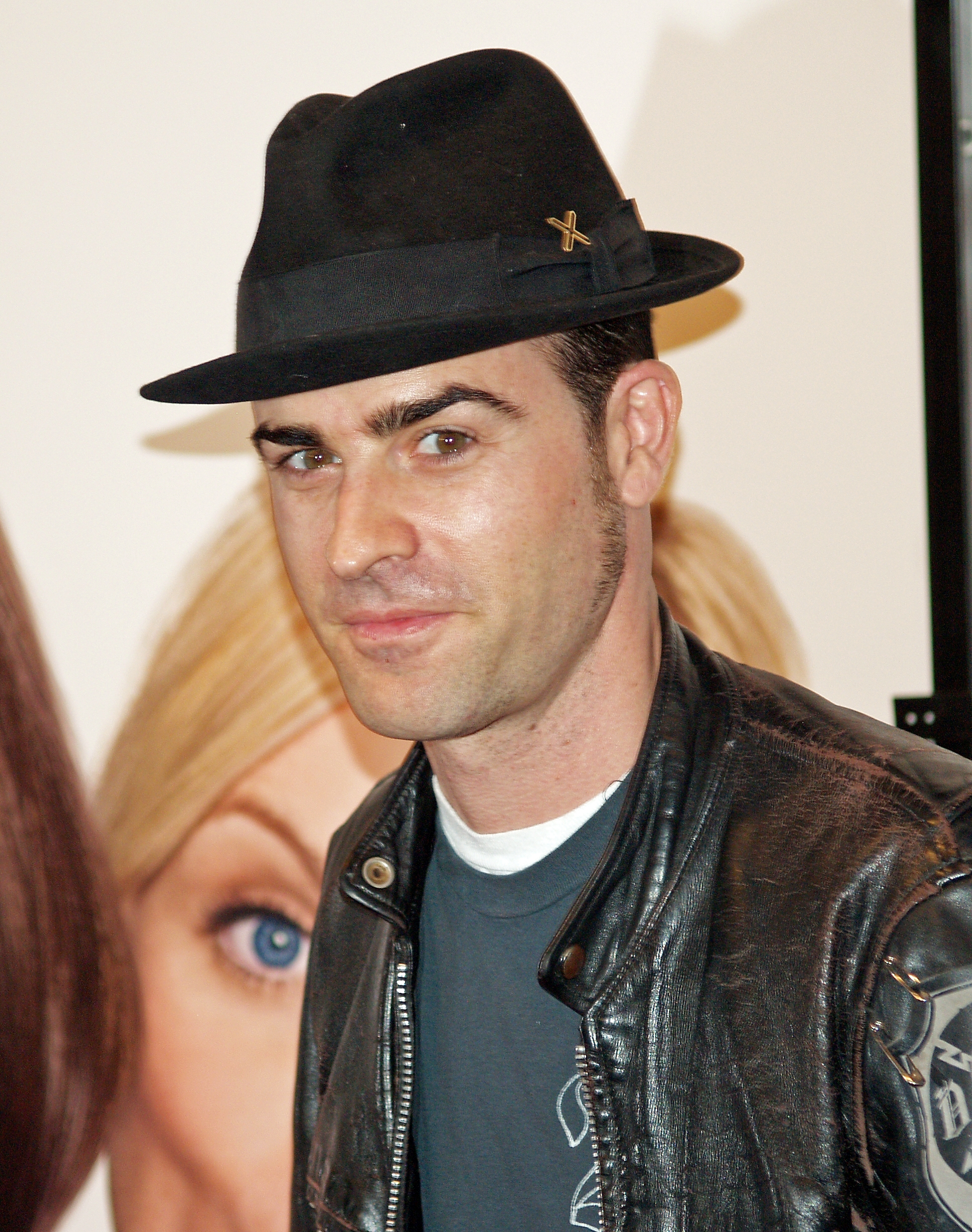
Tài tử Justin Theroux trong vai vị đạo diễn cao ngạo Adam. Hình tượng của Adam không mấy thay đổi xuyên suốt diễn biến phim.

Adam Kesher (Justin Theroux) đầu phim được định hình như một kẻ "kiêu ngạo không rõ ràng". Nhìn bề ngoài, Adam là một người thành đạt, nhưng sự nghiệp đạo diễn thì khá trắc trở, khi phải hứng chịu hết sự sỉ nhục này tới sỉ nhục khác. Theroux từng nói về vai trò của nhân vật này như sau: "Anh ta đại loại là kiểu nhân vật trong phim mà chẳng biết bất kì cái quái gì đang diễn ra cả. Tôi nghĩ anh ta là kiểu người mà khán giả hay nói 'Tôi khá giống anh bây giờ. Tôi không hiểu tại sao anh phải chịu nỗi đau như vậy'". Sau khi bị tước mất vai trò sáng tạo trong phim, Adam còn chịu thêm một vố khác nữa khi cô vợ cắm sừng anh với một kẻ dọn bể bơi (Billy Ray Cyrus đóng) và tống anh ra khỏi căn biệt thự cao cấp trên đỉnh Hollywood. Không còn cách nào khác, Adam bèn tìm đến một nhà nghỉ rẻ tiền, nhưng dường như cả số phận cũng muốn trêu ngươi khi người quản lý khu nhà nghỉ thông báo thẻ tín dụng của anh ta bị hỏng. Trước mặt Diane, Adam lúc nào cũng thể hiện mình là một kẻ hào hoa, ra vẻ ta đây. Đây cũng là nhân vật mà tính cách dường như không bị ảnh hưởng bởi sự chuyển tiếp giữa mơ và thực trong hai phần của bộ phim. Có ý kiến cho rằng việc Adam chọn Camilla thay cho Diane cho bộ phim trong phân cảnh ngoài thực tại đã ảnh hưởng đến quyết định giúp đỡ cũng như sự sẵn lòng của Betty với Rita trong mơ, khi cô nhận định những thảm kịch mà mình phải chịu đều do lỗi của những kẻ đại diện cho quyền lực mềm trong ngành điện ảnh.
Các nhân vật nhỏ khác gồm có Gã Cao Bồi (Monty Montgomery), anh em nhà Castigliani (Dan Hedaya and Angelo Badalamenti) và Lão trùm Roque (Michael J. Anderson). Tất cả bọn họ, bằng cách nào đó đều nhúng tay vào việc gây áp lực buộc Adam phải tuyển mộ Camilla Rhodes cho bộ phim của mình. Những kẻ này đại diện cho cái chết của sự sáng tạo trong lĩnh vực điện ảnh, cũng như phác họa một "góc nhìn khác của ngành công nghiệp nơi hệ thống thứ bậc và quyền lực ngầm chi phối tất cả". Ann Miller vào vai dì Coco, bà chủ nhà trọ của Betty. Phần đầu phim, bà đại diện cho tầng lớp tinh hoa của Hollywood, những người luôn hoan nghênh, chào đón và bảo bọc những người như Betty. Trong phần sau của phim, bà đóng vai trò là mẹ của Adam, người quở trách Diane vì đến muộn, trêu chọc cô trong bữa ăn, thậm chí còn không đoái hoài tới việc Diane đang xấu hổ khi liên tục nhắc tới sự nghiệp diễn xuất không mấy tốt đẹp của cô trong quá khứ.

## Phong cách

Diễn viên lùn Michael J. Anderson (vai Lão trùm Roque) với tay chân được làm quá khổ nhằm tạo hiệu ứng đánh lừa thị giác khiến đầu nhân vật này trông nhỏ bất thường.

David Lynch là một đạo diễn khét tiếng với phong cách làm phim "vô cùng kỳ quái", "tăm tối" và "lập dị". Theo Todd McGowan, "người ta không thể xem một bộ phim của Lynch theo cách người ta xem một bộ phim thuần Hollywood cũng như những phim cấp tiến nhất". Thật vậy, thông qua sự kết hợp giữa các yếu tố rập khuôn lẫn siêu thực, ác mộng lẫn tưởng tượng cùng cốt truyện phi tuyến tính, đồng thời tận dụng tối đa các góc quay, hiệu ứng âm thanh và ánh sáng, Lynch đã buộc người xem phải nghi ngờ về những trải nghiệm mà họ trải qua trong phim. Mẫu nhân vật chủ yếu thường được ông đưa vào trong phim của mình là kiểu nhân vật giàu khát vọng, người đàn bà nguy hiểm, vị đạo diễn chống lại các khuôn phép có sẵn, những kẻ nắm giữ quyền lực mờ ám mà chính ông còn chưa khám phá hết. Mấu chốt của vấn đề là Lynch biết cách đặt những nhân vật tưởng như nhàm chán này vào những tình huống hiểm nguy khác nhau và tạo ra cho họ những phẩm chất như mơ, sử dụng họ vào những phân cảnh hợp thành bởi trí tưởng tượng cũng như ác mộng, để khán giả tự định đoạt giữa hai thái cực thực và ảo. Nhà phân tích điện ảnh Jennifer Hudson đã thẳng thắn thừa nhận: "Như hầu hết những người theo chủ nghĩa siêu thực khác, thứ ngôn ngữ khó hiểu mà Lynch sử dụng lại là ngôn ngữ vốn tồn tại một cách trôi chảy bên trong những giấc mơ".
Thomas Elsaesser (năm 2002)
Trong Mulholland Drive, Lynch sử dụng nhiều thủ pháp đánh lừa khác nhau. Một trong số đó là việc sử dụng nhân vật theo hướng khôn khéo và đặc biệt. Ông để diễn viên lùn nổi tiếng Michael J. Anderson (người từng tham gia vào Twin Peaks) vào vai Lão trùm Roque. Nhân vật này là kẻ đứng đầu, thâu tóm cũng như điều khiển các hãng phim. Duy chỉ có vỏn vẹn hai câu thoại, nhưng ấn tượng để lại của ông trong phim là không thể phủ nhận. Chúng ta thấy một nhân vật kì quái ngồi trên chiếc xe lăn gỗ quá khổ, được lắp tay và chân giả lớn hơn thân người nhằm tạo hiệu ứng đánh lừa thị giác khiến ta cảm thấy đầu nhân vật này trông nhỏ bất thường. Ngoài ra, việc lão ta điều khiển hai gã mafia thông qua một thiết bị gắn trên tường cho thấy nhân vật này không khác gì một "vị thần toàn năng". Đây là tưởng tượng của Diane về một kẻ "tộc trưởng quyền lực" có thể kiểm soát cuộc sống của Adam. Trong thuyết phân tâm học Lacan, tên của Lão trùm Roque dịch ra là pere joissance, mang nghĩa chế độ phụ quyền, đại diện cho luật gia trưởng. Theo Murat Akser, Diane tạo ra một yếu tố "giả tưởng có tính ngoại lai" mạnh mẽ như vậy để khỏa lấp đi vai trò đóng chính bị tước đoạt trong trong cả hai lần diễn ra trước và sau phim. Ví dụ khác nữa là trong bữa tiệc của Adam và Camilla, Diane chứng kiến từ đầu đến cuối cảnh Camilla (lúc này do Harring đóng) một tay ôm Adam, tay kia với qua, cúi xuống hôn say đắm người phụ nữ vào vai Camilla ở phần đầu phim trước khi chiếc hộp màu xanh được mở ra (Melissa George đóng). Sau đó cả hai quay lại và mỉm cười với Diane. Nhà phê bình phim Franklin Ridgway cho rằng với hành động "tàn nhẫn và thao túng" có chủ đích như vậy, [Lynch] đã khiến người xem rất khó xác định liệu Camilla vốn luôn thất thường như chúng ta vẫn nghĩ hay đơn giản những hoang tưởng của Diane chỉ cho phép khán giả thấy những gì cô ấy cảm nhận. Trong một cảnh ngay sau buổi thử vai của Betty, bộ phim cắt ngang đoạn một người phụ nữ hát mà không có nhạc đệm rõ ràng, nhưng khi máy quay lùi về phía sau, khán giả thấy rằng đó là một phòng thu. Trên thực tế, đó là một sân khấu âm thanh nơi Betty đến để gặp Adam Kesher, khán giả nhận ra rõ hơn khi máy quay lùi xa hơn. Ridgway khẳng định rằng bằng sự lừa dối đầy tinh ranh thông qua cách điều khiển cảnh quay, Lynch đã khiến người xem không chắc chắn về những gì đang được trình bày. "Cứ như thể máy quay, trong sự trôi chảy duyên dáng của nó, trấn an chúng ta rằng nó nhìn thấu tất cả, bắt mọi thứ phải dưới tầm kiểm soát, ngay cả khi chúng ta [lẫn Betty] không hề muốn".
Theo Stephen Dillon, bằng cách sử dụng nhiều góc quay khác nhau xuyên suốt bộ phim, chẳng hạn các góc quay cận cảnh, Lynch đã giúp người xem "đồng nhất hóa với góc nhìn của chính nhân vật trong từng phân cảnh cụ thể". Tuy nhiên, cũng có lúc, ông "tách các máy quay khỏi các góc quay thông thường", gây ra sự khó hiểu có chủ đích, tạo ra các góc nhìn đa chiều nhằm ngăn cản mạch truyện của phim trở nên ăn khớp với nhau, làm nhiễu loạn "giác quan phán đoán của con người". Andrew Hageman tương tự cũng đồng ý rằng các máy quay đã "tạo ra cảm giác lo âu cùng cực về không gian và sự hiện diện [của các nhân vật]", chẳng hạn như khung cảnh trong quán Winkie's nơi "máy quay di chuyển một cách hết sức kỳ quặc khi các nhân vật đang thực hiện đối thoại", làm cho "khán giả thấy như các góc quay tưởng chừng thông thường đang dần trở nên bất thường kỳ lạ". Còn theo phân tích của học giả Curt Hersey, một vài kỹ thuật tiên phong được Lynch áp dụng trong phim gồm có chuyển cảnh mập mờ, chuyển tiếp đột ngột, điều chỉnh tốc độ khung hình, di chuyển máy quay vô tội vạ, mô phỏng hình ảnh bằng máy tính, sử dụng hình ảnh ngoài ranh giới chuyện kể, tường thuật phi tuyến tính và liên văn bản.
Phần đầu của bộ phim được đánh giá là đoạn phim có tính logic nhất trong sự nghiệp làm phim của Lynch, khi hầu hết thời lượng chủ yếu chỉ xoay quanh việc giới thiệu, miêu tả các nhân vật Betty, Rita và Adam. Phần sau tuy các yếu tố siêu thực đã giảm đi ít nhiều, nhưng cũng kịp giữ lại những thay đổi đáng kể ở hiệu ứng điện ảnh đủ để dung hòa mức độ siêu thực như phần đầu phim. Dáng vẻ của Diane trở nên tiều tụy hơn và hiệu ứng hình ảnh cũng được chỉnh tối đi một ít để miêu tả rõ sự đi xuống trong tinh thần của cô, trái ngược hoàn toàn với phần đầu tiên, khi "ngay cả vật trang trí cũng trở nên lấp lánh", Betty và Rita luôn rực rỡ lạ thường cũng như hiệu ứng chuyển cảnh diễn ra khá mượt mà. Trong phần đầu phim, Lynch di chuyển giữa các cảnh bằng cách sử dụng các góc máy xa ghi lại các hình ảnh về đồi núi, cây cọ cùng các tòa nhà ở Los Angeles, nhưng trong phần sau, hiệu ứng âm thanh được sử dụng nhiều hơn trong việc chuyển cảnh. Cụ thể, tại bữa tiệc của Adam, vào lúc Diane trở nên bẽ mặt nhất, bỗng nhiên có tiếng vỡ của thứ gì đó và ngay lập tức cảnh phim được chuyển sang một quán ăn nơi người xem nhìn thấy một đống đĩa vỡ dưới sàn. Đây cũng là nơi Diane trò chuyện với tay sát thủ sẽ giết chết Camilla sau này. Sinnerbrink cũng lưu ý rằng tại vài phân đoạn, chẳng hạn như ảo ảnh của Diane về Camilla khi cô thức giấc, sinh vật kỳ quái đằng sau quán Winkie's hiện ra sau khi Diane tự sát, hay việc "lặp lại, đảo ngược cũng như thay thế các yếu tố có tính phân định khác nhau" trong phần đầu phim đã tạo ra hiệu ứng đặc biệt nơi những nhân vật và tình huống quen thuộc được phô bày ra trước mắt người xem. Cùng quan điểm, Hageman nhận xét khung cảnh đầu phim ở quán Winkie's là một thứ gì đấy "cực kì bất thường". Nó đã tạo ra một khung cảnh nơi "ranh giới chia tách thực tại lý tính và thực tại siêu hình của vô thức hoàn toàn bị phá vỡ". Theo nhà văn Valtteri Kokko, có ba nhóm "ẩn dụ huyền bí" chính được sử dụng trong phim: một là sử dụng một diễn viên cho nhiều nhân vật khác nhau, hai là yếu tố giấc mơ và ba là sử dụng các vật thể tưởng chừng thông thường nhưng mang yếu tố ẩn dụ cao (chẳng hạn như chiếc hộp màu xanh).
Bên cạnh các yếu tố điện ảnh, một yếu tố nghệ thuật quan trọng khác không thể không nhắc đến trong Mulholland Drive là phép ẩn dụ dựa trên nhiều màu sắc khác nhau. Theo phân tích của Wilfredo J. Ramos, Lynch "dựa dẫm hầu hết vào màu sắc để tường thuật câu chuyện của mình". Ông "không chỉ tuân theo một mảng màu sắc riêng hạn chế có chủ đích, mà còn tuân theo các quy tắc nhất định trên cơ sở mối tương quan màu sắc cụ thể với từng nhân vật". Việc sử dụng luân phiên giữa các sắc màu đỏ, đen, xanh và hồng đóng vai trò hết sức quan trọng trong tiến trình cốt truyện phim. Cụ thể, phần lớn thời gian đầu, Betty luôn mặc màu hồng, trong khi Rita khoác lên mình màu đỏ gợi cảm. Ramos cho rằng cách mà Lynch cẩn thận lựa chọn đạo cụ màu đỏ "cung cấp manh mối mạnh mẽ hơn", giúp người xem hiểu cách thức mà vị đạo diễn "tình dục hóa" màu sắc đó. Khi Diane ở trong phòng với cái chao đèn màu đỏ cùng chiếc điện thoại bàn, những phân cảnh sau đó đã ngầm chỉ ra có gì đó liên quan đến mại dâm hay thậm chí là cả một ngành công nghiệp gái gọi. Nhận định này được củng cố thêm khi tại quán ăn tên Pink, người xem nhìn thấy hình ảnh một cây gậy dài màu đỏ xuyên qua vị trí phía sau người đàn ông, vô tình tạo thành một biểu tượng giống như dương vật. Song song đó, màu đỏ còn được sử dụng đồng thời với màu đen, nổi bật nhất là cảnh Rita và Betty nằm cạnh nhau trên giường. Một mặt, sắc đen này biểu lộ sức mạnh quyền lực tại Hollywood (thể hiện trong các phân cảnh có mặt của bọn mafia), mặt khác, nó đóng vai trò như một yếu tố bổ sung cho sắc đỏ, khiến chúng ta tin rằng màu đen cũng đại diện cho tình dục. Tuy nhiên, khía cạnh tình dục này phần nào đó lại mang tính cưỡng ép. Bên cạnh sắc đỏ và đen, màu xanh lam cũng có vai trò chủ đạo, quan trọng không kém xuyên suốt diễn biến câu chuyện. Đó là màu sắc của chiếc vali mà Betty mang theo bên người lúc đầu phim, màu của chiếc hộp màu xanh, màu sắc trùm lên rạp hát bí ẩn Club Silencio. Sắc màu ấy vừa đóng vai trò như "cầu nối giữa hiện thực với giấc mơ", vừa ngầm tiết lộ với Diane rằng những giấc mơ mà cô cố công vun đắp trong nỗ lực tái tạo mối quan hệ rạn nứt của bản thân với Camilla đang dần dần tan biến. Ramos kết luận: "Với tư cách một nhà làm phim siêu thực, David Lynch dùng những sự thật nguyên thủy và hiểm ác nhất nhằm lột tả bản chất của con người. Rồi sau đó, ông khuếch đại những sự thật đó và phản chiếu chúng lên màn ảnh thông qua các nhân vật và những tiếp xúc của họ với môi trường xung quanh. Bằng cách này, các yếu tố trực quan do Lynch thiết lập vừa tiết lộ kết cấu nổi bật, vừa tự kết nối với nhau trên cơ sở thống nhất vững vàng giữa mộng tưởng và logic, từ đó loại bỏ sự hoài nghi của khán giả".
Một yếu tố thường kỳ khác nữa trong phim của Lynch là các thử nghiệm của ông với âm thanh. Ông từng trình bày điều này trong một cuộc phỏng vấn: "Khi bạn nhìn vào một cảnh không có âm thanh, dường như mọi thứ đang diễn ra đúng theo trật tự, nhưng thực tế công việc chưa xong. Lúc bắt đầu làm việc, bạn phải làm cho đến khi cảm thấy nó hợp ý bạn thì thôi. Có rất nhiều đoạn âm thanh tồi mà ngay lập tức có thể nhận ra ngay, nhưng thi thoảng cũng có âm thanh huyền diệu biết bao". Trong cảnh mở đầu phim, khi cô gái tóc đen bước đi loạng choạng ở đường Mulholland, sự im lặng chứng tỏ cô ta là kiểu người "vụng về". Tuy nhiên, một khoảnh khắc sau, khi Lynch thêm vào "tiếng hú vang của một chiếc xe [từ vụ tai nạn] trộn lẫn cùng tiếng cười của hai thanh niên", ngay lập tức nhân vật của Laura Elena Harring chuyển từ hậu đậu sang ghê rợn. Không những thế, những tiếng rì rầm âm ỉ, kéo dài liên tục suốt thời lượng phim đã phần nào gây cho người xem cảm giác bất an và rùng mình. Hageman cũng sớm phát hiện ra việc Lynch "sử dụng liên tục các âm thanh quái đản từ môi trường xung quanh" tại vài nơi quan trọng trong phim, thể hiện rõ bằng tiếng ồn nghe như tiếng rống của một con vật nào đó khi người đàn ông bất tỉnh sau quán Winkie's. Tiếng rống này thậm chí lấn át cả âm thanh của môi trường. Ông cho rằng, việc sử dụng những tiếng ồn như vậy đã "tạo ra sự nghịch tai lẫn căng thẳng buộc khán giả phải dấn thân vào vai trò thám tử nhằm sắp xếp lại âm thanh cũng như thiết đặt lại trật tự". Còn theo Ruth Perlmutter, phân cảnh thì thầm của người phụ nữ ở Club Silencio trong trường đoạn cuối cùng của Mulholland Drive chính là ví dụ cho việc lừa dối thính giác cũng như áp dụng các yếu tố siêu thực của Lynch vào phim. Ông viết: "Hành động, giấc mơ, việc tìm kiếm danh tính, nỗi sợ hãi khi không định nghĩa được bản thân đều biến mất khi bộ phim kết thúc. Sau cùng, thứ duy nhất còn sót lại chỉ là sự lặng im và khó hiểu".

## Âm nhạc
Neil Shurley (năm 2002)
Nhạc nền của Mulholland Drive do Angelo Badalamenti giám sát chỉ đạo. Bộ phim đã giúp ông giành lấy hai đề cử danh giá của Viện phim Mỹ (AFI) và Viện Hàn lâm Nghệ thuật Điện ảnh và Truyền hình Anh (BAFTA) cho hạng mục âm nhạc. Ngoài ra, ông cũng là người từng cộng tác với Lynch trong các dự án trước đây như Blue Velvet và Twin Peaks. Trong phim, Badalamenti đảm nhận một vai diễn khách mời nhỏ.
Các nhà phê bình cho rằng âm nhạc mang điềm gở của Badalamenti, thứ âm nhạc mà nhiều người mô tả là "đen tối nhất từ trước đến nay" của ông có vai trò rất lớn trong việc tạo ra khung cảnh huyền bí vào đầu phim khi người phụ nữ bí ẩn xuất hiện trong chiếc limousine. Đó là thứ âm nhạc trái ngược hoàn toàn với những giai điệu tươi vui, tràn đầy hy vọng khi Betty lần đầu đặt chân đến Los Angeles, đóng vai trò như một sự kết hợp "mang tính dẫn dắt cảm xúc người xem". Nhà báo Daniel Schweiger bình luận rằng âm nhạc của Badalamenti thay đổi từ "kinh dị gần như bất động sang nhạc jazz noir rồi đến các phản âm", nơi "nhịp điệu đóng vai trò khuếch trương sự gia tăng chóng mặt của bóng tối vô tận". Badalamenti sử dụng một kiểu thiết kế âm thanh riêng biệt để áp dụng vào bộ phim. Theo đó, ông cung cấp cho Lynch nhiều bản nhạc, mỗi bản mang nhịp độ chậm, có thời lượng từ mười đến mười hai phút. Họ gọi những đoạn nhạc này là "củi". Việc của Lynch chỉ là "lấy những mảnh 'củi' đó mang đi thử nghiệm để tạo ra những đoạn nhạc quái đản nhất trong phim".
Lynch sử dụng hai bài nhạc pop từ những năm 1960 rồi phát chúng nối tiếp nhau và cho hai nữ diễn viên hát nhép theo trong phân đoạn ở trường quay. Theo một nhà phân tích về âm nhạc thường được sử dụng trong các bộ phim của Lynch, các nữ nhân vật của ông thường không thể giao tiếp qua các kênh đối thoại thông thường do bị bóp nghẹt âm thanh giống như hát nhép. Bài hát đầu tiên trong số này là Sixteen Reason của Connie Stevens, được bật trong khi máy quay di chuyển ngược về phía sau. Bài hát thứ hai mang tên I Told Ev'ry Little Star. Phiên bản gốc của bài hát này thực ra do Jerome Kern sáng tác dưới hình thức một bản song ca, nhưng trong bản tái hiện này, nó được độc diễn bởi Linda Scott. Học giả điện ảnh Eric Gans một mặt coi I Told Ev'ry Little Star như một sự trao quyền cho Betty, mặt khác, cho rằng nó đại diện cho âm hưởng đồng tính luyến ái trong Mulholland Drive. Tuy nhiên, không giống như bản Sixteen Reason, nhiều đoạn nhạc trong I Told Ev'ry Little Star đã bị làm méo, dụng ý mô tả "một sự tách biệt về mặt âm thanh mang tính nhân dạng" trong Camilla. Nhà sản xuất âm nhạc Mike Smaczylo nhận định một trong những phân đoạn "gây ấn tượng sâu sắc nhất" trong phim diễn ra ở nhà của Adam Kesher, nơi anh ta phát hiện vợ mình ngủ với tay lau dọn vệ sinh hồ bơi. Khi Adam dừng xe ở trước sân, phát hiện điều không ổn và bước vào nhà, ngay lập tức, ca khúc The Beast của Milt Buckner vang lên. Điều lý thú là đoạn nhạc diễn ra trong một khung cảnh rất đỗi hỗn loạn, trong khi giai điệu bài hát lại vô cùng vui tươi, ý vị. Smaczylo khẳng định bằng sự hòa quyện giữa "bi thảm, ảo ảnh và chất trào phúng tột cùng", Mulholland Drive là "nhiều thứ đối với nhiều người, nhưng không thể chối cãi, nó đã thiết lập một hình mẫu ngất trời về tầm vóc mà sự cẩn trọng với âm nhạc lẫn âm thanh có thể nâng tầm nghệ thuật điện ảnh".
Bản lề của phim là cảnh trong một nhà hát đêm khuya khác thường có tên Club Silencio, nơi một người biểu diễn thông báo "No hay banda (không có ban nhạc nào cả)... nhưng không, dường như có một ban nhạc ở đây". Đoạn phim thay đổi từ tiếng Anh sang tiếng Tây Ban Nha rồi đến tiếng Pháp khiến người xem cảm thấy như đây là "một sự kết hợp độc đáo và cừ khôi nhất trong một bộ phim độc đáo và cừ khôi". Ngoài ra, phiên bản hát chay tiếng Tây Ban Nha của bài hát Crying (Llorando) do ca sĩ Rebekah Del Rio trình bày vang lên trên khán phòng thưa thớt không một bóng người ở Club Silencio xuất sắc đến độ "khiến cả buổi diễn như dừng lại... ngoại trừ chẳng có buổi diễn nào để dừng cả". Lynch từng muốn sử dụng phiên bản Crying do Roy Orbison trình bày trong Blue Velvet, nhưng lập tức thay đổi ý định khi nghe In Dreams. Del Rio kể lại ngày cô nhận được hợp đồng thu âm bản gốc của bài hát, Lynch đã bay đến tận Nashville – quê nhà của nữ ca sĩ để yêu cầu cô hát cho ông nghe thử. Trong lúc hát, cô không hề hay biết rằng Lynch đang lén thu âm lại. Vị đạo diễn chỉ sử dụng ca khúc của Del Rio cho một đoạn duy nhất trong phim. Bài hát giống như một sự chiều chuộng cuối cùng dành cho cặp đôi Betty và Rita đang mê say, khóc lóc bên nhau trước khi hai người bị chia tách vĩnh viễn bởi sự xuất hiện của Diane và Camilla. Theo một học giả điện ảnh, bài hát cùng toàn bộ khung cảnh nơi sân khấu lúc đó chính là điểm đánh dấu cho sự tan rã về mặt nhân cách của Betty và Rita, cũng như mối quan hệ của họ. Bằng cách sử dụng nhiều kênh ngôn từ đa dạng cùng âm nhạc khác nhau trong việc miêu tả những cảm xúc sơ khởi như vậy, Lynch thể hiện sự bất tin vào diễn ngôn trí tuệ bằng cách trừu tượng hóa mọi vật thông qua thanh âm và hình ảnh. Mặt khác, hiệu ứng mất phương hướng còn tồn tại ngay cả khi ca khúc của Del Rio đã kết thúc thường được xem như "một phiên bản khác cho bức vẽ Ceci n'est pas une pipe của René Magritte".

## Phát hành
Laura Harring
Mulholland Drive công chiếu lần đầu tại Liên hoan phim Cannes 2001 và giành được nhiều lời tán thưởng. Tại đây, David Lynch cùng người đồng nghiệp của mình là Joel Coen (với bộ phim The Man Who Wasn't There) cùng chia nhau giải thưởng Đạo diễn xuất sắc nhất (Prix de la mise en scène). Bộ phim cũng nhận được nhiều lời đánh giá tích cực lẫn tiêu cực từ giới chuyên môn.

### Doanh thu phòng vé
Hãng Universal Pictures bắt đầu công chiếu Mulholland Drive tại 66 rạp trên khắp nước Mỹ kể từ ngày 12 tháng 10 năm 2001, thu về 587.591 đô la trong tuần đầu tiên ra mắt. Bộ phim sau đó được mở rộng ra 247 rạp, thu về tổng cộng 7.220.243 đô la trên toàn nước Mỹ. Ngày 26 tháng 10 năm 2001, hãng TVA Films của Canada chính thức mua bản quyền phân phối tác phẩm tại các rạp ở nước này. Bên ngoài nước Mỹ, bộ phim mang về 12.892.096 đô la. Như vậy, tổng doanh thu của Mulholland Drive tính trên bình diện toàn cầu là 20.112.339 đô la.

### Đánh giá chuyên môn
Kể từ khi phát hành, Mulholland Drive đã nhận được "nhiều tính ngữ khắc nghiệt nhất lẫn những lời khen ngợi xa hoa nhất lịch sử điện ảnh đương đại". Trên trang web tổng hợp đánh giá Rotten Tomatoes, bộ phim nhận được 83% phản hồi tích cực dựa trên 179 đánh giá, với điểm trung bình là 7,6/10. Các nhận xét trên trang đều đồng thuận rằng: "Mulholland Drive đẹp như mơ và bí ẩn của David Lynch là một bộ phim neo-noir có cấu trúc độc đáo cộng hưởng cùng màn trình diễn đầy mê hoặc từ Naomi Watts, nhân vật đóng vai trò một người phụ nữ ở bên rìa bóng tối Hollywood". Trên Metacritic, bộ phim giành được số điểm trung bình 85 trên 100 căn cứ vào 35 đánh giá, cho thấy một sự "hoan nghênh toàn cầu" dành cho Lynch cũng như tác phẩm của ông.
Roger Ebert của tờ Chicago Sun-Times, người từng có nhiều đánh giá tiêu cực về các tác phẩm của Lynch, cũng ngả mũ dành cho Mulholland Drive 4 sao trên 4 sao tối đa kèm lời nhận xét: "David Lynch đã dành cả sự nghiệp của mình để tạo ra bộ phim này và giờ đây ông ấy đã đạt tới tầm vóc đủ để tôi bỏ qua cho ông ấy về Wild at Heart lẫn Lost Highway. Ít nhất thì một trong những thử nghiệm của ông ấy đã thành công. Bộ phim là một khung cảnh trong mơ mang tính siêu thực được dựng nên trên hình hài một phim noir cổ điển của Hollywood. Bộ phim càng khó hiểu bao nhiêu, chúng ta càng mong muốn thưởng thức bấy nhiêu". Ebert sau đó đã liệt Mulholland Drive vào danh sách "những phim hay nhất" của ông. Viết cho tờ The New York Times, Stephen Holden nhìn nhận Mulholland Drive cùng với 8½ của đạo diễn Federico Fellini và hàng loạt tác phẩm giả tưởng của các tác gia khác giống như một sự "tự phản chiếu hoàng tráng" và nói thêm: "Nhìn sơ qua, đấy là lễ hội điện ảnh đồ sộ, vĩ đại nhất mà khá lâu nữa mới xuất hiện trở lại... nhìn rộng hơn, việc đi sâu khám phá về sức mạnh tiềm tàng của điện ảnh đã tạo ra một khoảng trống nơi bạn có thể nghe thấy tiếng gào thét của một con quỷ hung ác mà cơn đói khát của nó không bao giờ chấm dứt". Edward Guthmann của tờ San Francisco Chronicle đánh giá bộ phim "gây phấn khởi... vì khung cảnh như mơ, trí tưởng tượng táo bạo và khốc liệt diễn ra xuyên suốt bộ phim". Ông xuýt xoa: "Có một phẩm chất mê hoặc đi với nhịp độ chậm chạp, cảm giác biết trước, bầu không khí lạc lõng... nó níu giữ, bỏ bùa chúng ta, khiến chúng ta thích thú bởi 146 phút điên rồ, khoái trá xen lẫn bực tức. [Điều này chứng minh] Lynch luôn trong 'trạng thái hoàn hảo nhất' và vẫn mãi là bậc thầy trong việc trêu đùa cảm xúc của người xem".
Trên tạp chí Rolling Stone, Peter Travers ca ngợi: "Mulholland Drive khiến nền điện ảnh như thể đang sống lại. Niềm khoái lạc tội lỗi này là một khúc khải hoàn tươi mới cho Lynch và là một trong những bộ phim tiêu biểu cho một năm toàn những chuyện khốn nạn. Với sự khêu gợi táo bạo, dục vọng ngất ngây cùng sắc màu sáng rỡ như son bóng của một con điếm, không dễ gì tìm được thứ gì giống như bộ phim này ở bất cứ đâu". J. Hoberman của The Village Voice nói: "Khoái lạc đầy nhục dục này... chắc chắn là khoái lạc mãnh liệt nhất mà Lynch mang lại kể từ Blue Velvet hay thậm chí Eraserhead. Chính những thứ khiến ông thất bại trong Lost Highway – bầu không khí bấp bênh bởi mối đe dọa chực chờ, sự lang thang vô định của các linh hồn, những điểm rơi câu chuyện đầy kích thích, những vũ trụ thay thế lòe loẹt. Tất cả những thứ ấy đều được tái hiện hết sức sinh động trong tác phẩm này".
Bất chấp những phê bình mang tính khen ngợi, Mulholland Drive cũng không tránh khỏi một vài chỉ trích. Rex Reed của The New York Observer nói rằng đó là bộ phim tệ nhất mà anh ta đã xem vào năm 2001, gọi đó là "một đống rác rưởi không đâu vào đâu". Peter Rainer của tạp chí New York nhận định: "Mặc dù tôi ấn tượng với bộ phim này hơn những giấc mơ quái đản khác của Lynch, [nhưng] đây vẫn là một chuyến đi khá chán nản... Lynch cần phải làm mới mình bằng dòng cảm xúc sâu lắng dành cho tất cả mọi người, cho những kẻ lạc loài và làm ơn hãy dẹp bỏ mấy kiểu người đần độn, ngốc nghếch hay xác sống trong phim một thời gian đi". Desson Howe của tờ The Washington Post gọi Mulholland Drive là "một vở opera mở rộng dành cho cảm xúc, trong trường hợp bạn cần tìm một nhãn dán nghệ thuật phù hợp để gán cho tác phẩm không mạch lạc chút nào đó". Todd McCarthy của tạp chí Variety dành lời khen cho bộ phim: "Lynch nâng tầm mức độ hài hước quái dị, biến cố kịch tính cùng bí ẩn chân thực bằng một loạt phông cảnh để đời, một vài trong số đó là những cảnh xuất sắc nhất của ông ấy", nhưng cũng không quên nhận xét: "Bộ phim nhảy ra khỏi phương thức tường thuật tương đối nhất quán để thả mình vào vùng đất ảo diệu mang đậm phong thái Lynch... trong 45 phút cuối cùng, Lynch dùng tâm trí quái dị của mình để vẽ ra một thực tại khác nơi sợi dây nối kết ý nghĩa với những phần trước đó của bộ phim hoàn toàn tiêu biến. Mặc dù cách tường thuật này đã từng là một điểm nhấn quen thuộc của Twin Peaks cũng như nhiều tác phẩm tương tự khác, nhưng việc chuyển hướng một cách đột ngột đến những ảo ảnh này lại phản tác dụng bởi nó đã phần nào phá vỡ đi mối liên kết giữa các phần mà Lynch dày công xây dựng tính cho đến lúc đó". James Berardinelli cũng đồng tình với ý kiến này, cho rằng "Lynch đã lừa dối khán giả của mình, giật tấm thảm ra khỏi chân họ. Ông ta trộn mọi thứ lại với nhau chỉ với mục đích duy nhất là khiến khán giả bối rối. Chẳng có gì là ý nghĩa bởi vốn dĩ ngay từ đầu chẳng có gì là ý nghĩa cả. Không hề có một mục đích hay mối liên kết nào giữa các sự kiện trong phim. Họa chăng, nếu có, thì đó là việc Lynch dùng khán giả như vật thí nghiệm cho trò đùa của ông ta". Còn nhà lý thuyết phim Ray Carney thì nhấn mạnh: "Bạn không cần những cú lật ngược cảm xúc cũng như những cái bẫy tường thuật nếu như bạn muốn thể hiện một điều gì đó. Bạn cũng không cần những nhân vật song trùng cùng những cái bóng tối tăm nếu nhân vật của bạn thực sự tồn tại cái gọi là linh hồn".
Mulholland Drive được vinh danh là bộ phim xuất sắc nhất thập kỉ bởi Hiệp hội phê bình phim Los Angeles, tạp chí Cahiers du cinéma, tạp chí Slant, chuyên trang IndieWire, Reverse Shot, tờ The Village Voice và tạp chí Time Out – những người đã đặt ra một câu hỏi liên đới đầy hoa mỹ đến vụ khủng bố 11/9: "Liệu còn một bộ phim nào khác mà có thể nói là cộng hưởng – dù là vô tình – vào thời điểm khủng khiếp đánh dấu thập kỉ của chúng ta hay không?... Mulholland Drive là con quái vật nấp sau quán ăn, là giấc mơ nơi sự tự huyễn của con người hóa thành ác mộng". Trong cuộc bầu chọn của "các nhà phê bình, lập trình viên, các học giả, nhà làm phim" trên tạp chí nghệ thuật Film Comment, bộ phim vinh dự được đánh giá là tác phẩm điện ảnh xuất sắc nhất thập kỉ. Nó cũng góp mặt trong danh sách 10 phim hay nhất thập kỉ của nhiều chuyên trang khác nhau: xếp thứ ba theo đánh giá của tờ The Guardian, nhà phê bình Peter Travers của Rolling Stone, hãng thông tấn Canadian Press; xếp thứ tư theo đánh giá của Scott Mantz (Access Hollywood) và xếp thứ tám theo tiêu chí của nhà phê bình Michael Phillips. Năm 2010, The Guardian mệnh danh Mulholland Drive là phim nghệ thuật hay thứ hai mọi thời đại. Ngoài ra, bộ phim còn đứng ở vị trí thứ 11 trên 25 phim hay nhất lấy bối cảnh tại Los Angeles trong 25 năm qua do một nhóm các nhà văn và biên tập viên của tờ Los Angeles Times bình chọn, với tiêu chí chính là truyền đạt một sự thật vốn có về trải nghiệm tại thành phố này. Tạp chí Empire đã xếp Mulholland Drive ở vị trí 391 trong danh sách 500 phim hay nhất từ trước đến nay của họ. Trong chương trình 50 Films to See Before You Die của kênh Channel 4, bộ phim xếp hạng thứ 38. Năm 2011, tạp chí điện tử Slate cũng đã điền tên Mulholland Drive vào danh sách "New Classics" (những phim kinh điển thế hệ mới) với tư cách là bộ phim có ảnh hưởng sâu rộng nhất kể từ năm 2000.
Trong cuộc bỏ phiếu Sight & Sound năm 2012, Viện phim Anh đã ưu ái dành cho Mulholland Drive vị trí thứ 28 trong danh sách 100 phim xuất sắc nhất mọi thời đại. Với 40 phiếu bầu từ các nhà phê bình, đây là một trong hai bộ phim duy nhất của thế kỉ 21 vinh dự có mặt trong danh sách này, cùng với kiệt tác điện ảnh châu Á Tâm trạng khi yêu của đạo diễn Vương Gia Vệ. Năm 2018, Mulholland Drive một lần nữa được Viện phim Anh điền tên vào danh sách 30 phim LGBTQ+ hay nhất (hạng 22), đồng thời xếp thứ 5 trong danh sách "Từ Toy Story đến Psycho: 100 phim hay nhất mọi thời đại" của thời báo quốc gia Anh The Daily Telegraph. Còn trong cuộc thăm dò của thông tấn xã BBC năm 2015, bộ phim xếp hạng thứ 21 trên 100 phim hay nhất từ trước đến nay của Mỹ và về nhất trong cuộc bầu chọn một năm sau đó dành cho những phim xuất sắc nhất thế kỉ 21.

### Băng đĩa tại gia
Ngày 9 tháng 4 năm 2002, Universal Studios Home Video tuyên bố tái phát hành Mulholland Drive trên nền tảng VHS và DVD. Tại Hoa Kỳ và Canada, phim được được phát hành mà không có chương dừng, bởi Lynch cho rằng tính năng đó có thể "làm sáng tỏ" bộ phim. Bất chấp lo ngại của Lynch, các nhà phát hành phiên bản DVD đã khéo léo chèn vào một mảnh bìa trong đó cung cấp "10 manh mối để giải mã bộ phim gay cấn này của David Lynch", mặc dù có ý kiến cho rằng đấy chỉ là một thủ thuật "cá trích đỏ" không hơn không kém. Nick Coccellato từ Eccentric Cinema chấm bộ phim 9 trên 10 điểm và bản phát hành DVD của nó 8 trên 10 điểm, nhấn mạnh rằng việc thiếu các tính năng đặc biệt "chỉ làm tăng thêm mức độ bí ẩn, sự phong phú vốn có của bộ phim".
Vào ngày 13 tháng 9 năm 2010, Optimum Home Entertainment mang Mulholland Drive tới thị trường châu Âu dưới định dạng Blu-ray như một phần trong bộ sưu tập của StudioCanal. Các tính năng mới dành riêng cho phiên bản này bao gồm: phần giới thiệu của Thierry Jousse; In the Blue Box – một bộ phim tài liệu có sự góp mặt của các đạo diễn và nhà phê bình; hai bộ phim tài liệu: On the Road to Mulholland Drive và Back to Mulholland Drive cùng một vài cuộc phỏng vấn với đoàn làm phim. Đây là phim thứ hai của David Lynch có mặt trong bộ sưu tập Blu-ray này sau The Elephant Man.
Ngày 15 tháng 7 năm 2015, công ty The Criterion Collection tuyên bố phát hành lại Mulholland Drive dưới độ phân giải 4K trên DVD và Blu-ray vào ngày 27 tháng 10 năm 2015. Đây cũng là bộ phim thứ hai của Lynch mà công ty này phát hành (sau Eraserhead ra mắt vào tháng 9 năm 2014). Cả hai định dạng đều bao gồm các cuộc phỏng vấn gần đây với đoàn làm phim cũng như giới thiệu về phiên bản năm 2005 của quyển Lynch on Lynch do Chris Rodley chấp bút. Bản ra mắt này cũng đi kèm với trailer gốc và các phần bổ sung khác.

## Giải thưởng và đề cử
Mulholland Drive đã giúp David Lynch giành được đề cử tại Giải Oscar cho Đạo diễn xuất sắc nhất cùng bốn đề cử Quả cầu Vàng, bao gồm Phim chính kịch hay nhất, Đạo diễn xuất sắc nhất và Kịch bản hay nhất. Ngoài ra, bộ phim cũng xuất sắc mang về hai giải của Hội phê bình phim New York và Hiệp hội phê bình phim trực tuyến cho hạng mục Phim hay nhất.
| Giải thưởng                                    | Hạng mục                                 | Đề cử                                                              | Kết quả   | Nguồn   |
| ---------------------------------------------- | ---------------------------------------- | ------------------------------------------------------------------ | --------- | ------- |
| Giải Oscar                                     | Đạo diễn xuất sắc nhất                   | David Lynch                                                        | Đề cử     | [ 157 ] |
| Giải BAFTA                                     | Âm nhạc xuất sắc nhất                    | Angelo Badalamenti                                                 | Đề cử     | [ 161 ] |
| Giải BAFTA                                     | Dựng phim xuất sắc nhất                  | Mary Sweeney                                                       | Đoạt giải | [ 161 ] |
| Quả cầu vàng                                   | Phim chính kịch hay nhất                 | Mulholland Drive                                                   | Đề cử     | [ 158 ] |
| Quả cầu vàng                                   | Đạo diễn xuất sắc nhất                   | David Lynch                                                        | Đề cử     | [ 158 ] |
| Quả cầu vàng                                   | Kịch bản xuất sắc nhất                   | David Lynch                                                        | Đề cử     | [ 158 ] |
| Quả cầu vàng                                   | Nhạc phim gốc xuất sắc nhất              | Angelo Badalamenti                                                 | Đề cử     | [ 158 ] |
| Giải thưởng của Viện phim Mỹ                   | Phim của năm                             | Mulholland Drive                                                   | Đề cử     | [ 100 ] |
| Giải thưởng của Viện phim Mỹ                   | Đạo diễn của năm                         | David Lynch                                                        | Đề cử     | [ 100 ] |
| Giải thưởng của Viện phim Mỹ                   | Nữ diễn viên của năm                     | Naomi Watts                                                        | Đề cử     | [ 100 ] |
| Giải thưởng của Viện phim Mỹ                   | Soạn nhạc của năm                        | Angelo Badalamenti                                                 | Đề cử     | [ 100 ] |
| Liên hoan phim Cannes                          | Cành cọ Vàng                             | David Lynch                                                        | Đề cử     | [ 111 ] |
| Liên hoan phim Cannes                          | Đạo diễn xuất sắc nhất                   | David Lynch (đồng giải với The Man Who Wasn't There của Joel Coen) | Đoạt giải | [ 111 ] |
| Giải César                                     | Phim nước ngoài hay nhất                 | Mulholland Drive                                                   | Đoạt giải | [ 162 ] |
| Giải thưởng ALMA                               | Nữ diễn viên nổi bật trong phim điện ảnh | Laura Harring                                                      | Đoạt giải | [ 163 ] |
| Giải thưởng của Hiệp hội phê bình phim Chicago | Phim xuất sắc nhất                       | Mulholland Drive                                                   | Đoạt giải | [ 164 ] |
| Giải thưởng của Hiệp hội phê bình phim Chicago | Đạo diễn xuất sắc nhất                   | David Lynch                                                        | Đoạt giải | [ 164 ] |
| Giải thưởng của Hiệp hội phê bình phim Chicago | Nữ diễn viên xuất sắc nhất               | Naomi Watts                                                        | Đoạt giải | [ 164 ] |
| Giải Tinh thần độc lập                         | Quay phim xuất sắc nhất                  | Peter Deming                                                       | Đoạt giải | [ 165 ] |
| Hiệp hội phê bình phim Los Angeles             | Đạo diễn xuất sắc nhất                   | David Lynch                                                        | Đoạt giải | [ 166 ] |
| Giải thưởng của Hiệp hội Phê bình phim Hoa Kỳ  | Phim hay nhất                            | Mulholland Drive                                                   | Đoạt giải | [ 167 ] |
| Giải thưởng của Hiệp hội Phê bình phim Hoa Kỳ  | Đạo diễn xuất sắc nhất                   | David Lynch                                                        | Đề cử     | [ 167 ] |
| Giải thưởng của Hiệp hội Phê bình phim Hoa Kỳ  | Nữ diễn viên xuất sắc nhất               | Naomi Watts                                                        | Đoạt giải | [ 167 ] |
| Giải thưởng của Hiệp hội Phê bình phim Hoa Kỳ  | Quay phim xuất sắc nhất                  | Peter Deming                                                       | Đề cử     | [ 167 ] |
| Giải của Hội phê bình phim New York            | Phim hay nhất                            | Mulholland Drive                                                   | Đoạt giải | [ 159 ] |
| Giải của Hiệp hội phê bình phim trực tuyến     | Phim hay nhất                            | Mulholland Drive                                                   | Đoạt giải | [ 160 ] |
| Giải của Hiệp hội phê bình phim trực tuyến     | Đạo diễn xuất sắc nhất                   | David Lynch                                                        | Đoạt giải | [ 160 ] |
| Giải của Hiệp hội phê bình phim trực tuyến     | Kịch bản gốc xuất sắc nhất               | David Lynch                                                        | Đoạt giải | [ 160 ] |
| Giải của Hiệp hội phê bình phim trực tuyến     | Nữ diễn viên chính xuất sắc nhất         | Naomi Watts                                                        | Đoạt giải | [ 160 ] |
| Giải của Hiệp hội phê bình phim trực tuyến     | Diễn xuất đột phá                        | Naomi Watts                                                        | Đoạt giải | [ 160 ] |
| Giải của Hiệp hội phê bình phim trực tuyến     | Nhạc phim gốc hay nhất                   | Angelo Badalamenti                                                 | Đoạt giải | [ 160 ] |
| Giải của Hiệp hội phê bình phim trực tuyến     | Quay phim xuất sắc nhất                  | Peter Deming                                                       | Đề cử     | [ 160 ] |